# رادیوسوند
رادیوسوند یا رادیوگُمانه (به انگلیسی: Radio sonde) از ابزارهای مهم اندازه‌گیری برای اندازه‌گیری دما، رطوبت، فشار، سمت و سرعت باد در جو بالا است. این ابزار اندازه‌گیری توسط بالون‌های هواشناسی به اعماق جوّ ارسال شده و وظیفه دیده‌بانی از سطوح فوقانی جوّ را انجام می‌دهد. رادیوسوند یک سیستم سنجش از راه دور است (منظور یک سامانه Telemetry می‌باشد و نه یک سامانه Remote Sensing) و از دو لغت "Radio" به معنای انتشار دهنده رادیویی و "Sonde" به معنی پیام‌آور در زبان انگلیسی قدیم، تشکیل شده‌است.

شکل ۱:ارسال دستگاه METEOGRAPH توسط بادبادک جهت کار دیده‌بانی جوّ بالا در دهه ۱۹۲۰ میلادی

## تاریخچه
دیده‌بانی از لایه‌های بالایی جوّ گذشته‌ای طولانی دارد و به نیمه دوم قرن ۱۸ میلادی و سال ۱۷۴۹ در اروپا بازمی‌گردد که دماسنجی توسط بادبادک به سوی آسمان فرستاده می‌شد. بعدها با پیشرفت بالون‌های هوای داغ در فرانسه و در سال‌های آغازین دهه ۸۰ قرن هیجدهم دانشمندان هواشناس به همراه ادوات هواشناسی مانند فشارسنج و دماسنج و غیره، خود راهی اقیانوس جوّ فوقانی می‌شدند تا شخصاً کار اندازه‌گیری پارامترهای جوّ فوقانی را انجام داده و همچنین ساختار و شیمی جوّ فوقانی را مورد بررسی قراردهند. کار سفر انسان توسط بالون به منظور بررسی و تحقیق پیرامون سطوح فوقانی جوّ تا اوایل دهه ۱۹۶۰ میلادی ادامه داشت. البته این کار برای کسانی که به آن دست می‌زدند مخاطراتی نیز به دنبال داشت. به‌طوری‌که برای نمونه در سال ۱۸۶۲ میلادی دو مرد بر فراز بریتانیا و در ارتفاع ۱۱ کیلومتری به سبب سرمای بیش از حدّ و کمبود اکسیژن در آستانه مرگ قرار می‌گیرند. همچنین در پرواز بالون دیگری از این نوع و در سال ۱۸۷۵ دو نفر فرانسوی بر اثر نداشتن وسایل تنفسی کافی جان می‌دهند. در همین بین به‌کارگیری از بادبادک نیز ادامه داشت، به‌طوری‌که در انتهای قرن نوزدهم میلادی در کشور ایالات متحده آمریکا و دیگر کشورها ایستگاه‌هایی برای دیده‌بانی جوّ بالا تأسیس شده بودند که بادبادک در آن‌ها وسیله حمل تجهیزات اندازه‌گیری بود. در آن زمان بادبادک‌ها یک وسیله اندازه‌گیری تحت عنوان Meteograph را حمل می‌کردند که قادر بود پارامترهای دما، فشار جوّ و درصد رطوبت نسبی را اندازه‌گیری نموده و بر روی کاغذی به شکل نمودارهای تغییرات هر یک از پارامترهای یاد شده آن‌ها را ثبت نماید. به‌کارگیری بادبادک نیز معایبی داشت. نخست آنکه سقف پرواز آن به‌طور متوسط ۳ کیلومتر بود. دوم آنکه امکان ملاحظه بلادرنگ داده‌های اندازه‌گیری شده تا هنگام پایین آوردن بادبادک و خواندن اطلاعات ثبت شده بر روی Meteograph وجود نداشت. سوم اینکه فرستادن بادبادک در هوایی طوفانی امکان‌پذیر نبود و سرعت باد در انجام شدن این کار بسیار مهم و مؤثر بود. چهارم آنکه با توجّه به وزن Meteograph و احتمال در هم شکستن بادبادک، خطر آسیب رساندن به انسان و دیگر موجودات زنده در هنگام سقوط وجود داشت.
به‌کارگیری از Meteograph به حدّی توسعه یافت که امکان رسیدن آن به لایه استراتوسفر جوّ یا رسیدن به سقف پرواز بالاتر از ۲۰ کیلومتر نیز به وجود آورده شد. ولی در اینجا نیز هنوز مشکل بلادرنگ نبودن داده‌های ثبت شده وجود داشت. این بار مشکل مزبور بیشتر از گذشته به چشم می‌آمد؛ زیرا با بالاتر رفتن سقف پرواز، برد حرکت نیز افزایش یافته بود و در بیشتر مواقع پس از سقوط به زمین برای یافتن Meteograph روزها و گاهی هفته‌ها وقت لازم بود. یک راه چاره برای این مشکل مهار نمودن بالون در فضا بود که این هم موجب کاهش ارتفاع صعود می‌گردید.
با اختراع هواپیما در آغاز قرن بیستم حمل Meteograph توسط هواپیما ممکن شد. به‌طوری‌که از سال ۱۹۲۵ تا اوایل دهه ۱۹۴۰ میلادی تنها در ایالات متحده آمریکا ۲۰ ایستگاه هواشناسی وجود داشت که برای دیده‌بانی از سطوح فوقانی جوّ، مجهز به هواپیما بودند. البته سقف پرواز این هواپیماها به ۵ کیلومتر می‌رسید. نا کارآمدی بادبادک و هواپیما برای رساندن داده‌های اندازه‌گیری شده به صورت بلادرنگ، به توسعه روش ارسال رادیویی داده‌ها سرعت بخشید. به‌طوری‌که در سال‌های آغازین دهه ۱۹۲۰ میلادی دانشمندان کار ارسال آزمایشی فرستنده‌های رادیویی را توسط بالون‌های هواشناسی به هدف بررسی کیفیت دریافت امواج رادیویی در شرایط مزبور آغاز نمودند. به‌طوری‌که در اوایل دهه ۱۹۳۰ میلادی نخستین Meteograph رادیویی به درون اقیانوس جوّ گسیل شد. ساخت آن بر مبنای اسناد موجود توسط یک دانشمند هواشناس روس به نام پاول مولچانف(Pavel Molchanov)انجام شده‌است. وی در ۳۰ ژانویه سال ۱۹۳۱ میلادی موفق می‌شود تا اختراع خود را با نام ۲۷۱۱۲۰ در ساعت ۱۳ و ۴۴ دقیقه از پاولوسک و توسط بالون هواشناسی به سوی اقیانوس جوّ گسیل دارد. این وسیله تا ارتفاع ۸/۷ کیلومتری بالا رفته و دما را در این ارتفاع چهل ممیز هفت درجه سلسیوس زیر صفر اندازه‌گیری می‌نماید. به این ترتیب ۳۲ دقیقه پس از گسیل این رادیوسوند به درون سطوح فوقانی جوّ، نخستین پیام هواشناسی ارسال شده از این رادیوسوند توسط اداره هواشناسی لنینگراد و مؤسسه مرکزی پیش‌بینی هواشناسی مسکو دریافت می‌شود.

شکل ۲: فرستادن بادبادک حامل دستگاه METEOGRAPH در یک ایستگاه جوّ بالای در ایالت نبراسکا در ایالات متحده امریکاجهت کار دیده بانی جوّ بالا در سال ۱۹۱۷ میلادی
شکل ۳:یک دستگاه Meteograph مربوط به سال ۱۹۱۲ میلادی
شکل ۴:چشم انداز فرستادن بادبادک جعبه‌ای حامل یک دستگاه Meteograph در یکی از ایستگاه‌های هواشناسی در ایالات متحده آمریکا مربوط به سال ۱۹۱۲ میلادی

### پیشینه‌ای کوتاه دربارهٔ دیده‌بانی جوّ بالا در ایران
بر پایه اسناد موجود در سازمان هواشناسی کشور ایران مشخص است که ایستگاه هواشناسی مهرآباد تهران در اوایل سال ۱۳۳۵ هجری شمسی مجهز به یک سامانه زمینی کار جوّ بالا برای فرستادن رادیوسوند بوده‌است. تا سال ۱۳۳۸ هجری شمسی با تأسیس سامانه جوّ بالا در کرمان تعداد ایستگاه‌هایی که کار ارسال رادیوسوند به جوّ را انجام می‌دادند به دو عدد افزایش می‌یابد. قدیمی‌ترین سوابق یافت شده مستند در میان دوره‌های آموزشی کار با رادیوسوند برای ایرانیان به استناد تصاویر موجود در مجله وایسالا نیوز (Vaisala News) که متعلق به شرکت وایسالا یعنی یکی از قدیمی‌ترین و بزرگ‌ترین سازندگان رادیوسوند در جهان، به زمستان سال ۱۹۵۵ یا اواخر سال ۱۳۳۳ هجری شمسی بازمی‌گردد. تا سال ۲۰۰۵ میلادی (۱۳۸۴) سازمان هواشناسی کشور ایران مجهز به ۱۵ ایستگاه جوّ بالای رادیوسوند بوده‌است. این ایستگاه‌ها در شهرهای تهران (مهرآباد تهران)، اصفهان، شیراز، کرمان، مشهد، کرمانشاه، تبریز، رشت، گرگان، بیرجند، زاهدان، یزد، بوشهر، اهواز و بندرعباس قرار دارند که پوشش نسبتاً کاملی را برای دیده‌بانی از سطوح فوقانی جوّ بر بالای کشور ایران به وجود می‌آورند. در ایستگاه جوّ بالای اصفهان کار ارسال ازن سوند نیز برای اندازه‌گیری ازن سطوح فوقانی انجام می‌شود.

شکل ۵:اتاق گاز یا GAS FILLING ROOM در ایستگاه مهرآباد تهران
شکل ۶:حضور آقای نوشین از هواشناسی ایران در نخستین دوره‌های آموزشی برگزار شده توسط شرکت وایسالا در کشور فنلاند و در زمستان سال ۱۹۵۵
شکل ۷:حضور آقای نوربخش از هواشناسی ایران در دوره‌ای آموزشی در شرکت وایسالا در فنلاند و در سال ۱۹۶۰ میلادی
شکل ۸: راه اندازی رادار باد در ایستگاه مهرآباد تهران. سال ۱۳۴۰ خورشیدی

### استفاده از حسگرهای ویژه بر روی رادیوسوند
امکان اتصال و پیوست حسگرهای غلظت گاز ازن (Ozon Sonde) و تابش‌های رادیواکتیو (Radioactive Sensor)و حسگرهای دیگری مانند حسگرهای اندازه‌گیری غبار مانند غبارهای آتشفشانی یا حسگرهای اندازه‌گیری کننده شدت میدان الکتریکی نیز به این دستگاه وجود داشته و کار اندازه‌گیری پارامترهای مزبور را در جوّ فوقانی به انجام می‌رساند.

#### حسگرازن Ozone Sonde
همانطورکه پیش از این گفته شد در ایستگاه هواشناسی اصفهان کار اندازه‌گیری و مراقبت ازن با فرستادن دستگاه ازن سوند انجام می‌شود. این ازن سوند از نوع ECC-6A می‌باشد. در نام این ازن سوند نشانه‌های ECC اشاره به نوعی ازن سوند با سلول الکتروشیمیایی را دارند. در واقع نشانه E واژه Electrochemical را نشان می‌دهد و نشانهC پس از آن اشاره به واژه Concentration یا غلظت داشته و نشانه C پایانی نشانگر کلمه Cell یا سلول است. این حسگر دارای یک سلول حاوی محلولی از یدور پتاسیم(KI) با غلظت معین است. درون سلول الکترودهایی از جنس پلاتین قرار داده شده که دو عدد کاتد و یک آند از آن‌ها تشکیل می‌گردد. محفظه این سلول از جنس تفلن بوده به دو بخش تقسیم شده که یک بخش آن حاوی آند و بخش دیگر حاوی کاتد است. محلول یدور پتاسیم با غلظت‌های متفاوت در هر یک از بخش‌ها وجود دارد. سلول کاتد حاوی ۳ میلی لیتر محلول رقیق یدور پتاسیم KI و سلول آند حاوی ۱٫۵ میلی لیتر از محلول یدور پتاسیم اشباع شده می‌باشد. این دو بخش به وسیله دیواره‌ای که میان آن‌ها قرار داده شده و تنها اجازه گذشتن یون‌ها را می‌دهد، از یکدیگر جدا شده‌اند. دیواره مزبور از آمیخته شدن محلول هر بخش با بخش دیگر جلوگیری به عمل می‌آورد. به این ترتیب غلظت محلول‌های دو بخش آند و کاتد یکسان نخواهد شد. به این سبب یک اختلاف پتانسیل الکتریکی میان آند و کاتد به وجود می‌آید. به این ترتیب خروجی این حسگر یک ولتاژ الکتریکی خواهد بود. بخش کاتد توسط لوله باریکی به هوای بیرون راه دارد. هوای بیرون توسط یک پمپ الکتریکی کوچک از جنس تفلن به درون این لوله مکیده می‌شود. ازن موجود در هوای مکیده شدن منجر به بروز واکنش شیمیایی روی محلول درون سلول کاتد و آزاد شدن ید خواهد شد. این واکنش میان ازن و محلول موجب تغییر اختلاف پتانسیل میان آند و کاتد خواهد شد، به طوری که اگر آند و کاتد توسط یک مقاومت الکتریکی به یکدیگر متصل شده باشند جریان عبوری از مقاومت مزبور تغییر می‌نماید. عبور جریان از این مدار که از درون سلول نیز می‌گذرد منجر به بازگشت مجدد ید به وجود آمده به یون یدید یا یدور می‌گردد. به‌طور نظری شدت جریان عبور کرده از سلول با مقدار ازن وارد شده به سلول کاتد متناسب می‌باشد به‌طوری‌که به ازای هر مولکول گاز ازن باید ۲ الکترون ایجاد شود. با اندازه‌گیری این جریان و تغییرات آن و روابط ریاضی حاکم بر مقدار ازن و دیگر پارامترها مقدار فشار جزئی ازن در جو را می‌توان از رابطه زیر به دست آورد.
حسگر ازن سوند باید پیش از ارسال به جوّ یک فرایند آماده‌سازی را که گاهی ۸ ساعت به طول می‌انجامد را پشت سر بگذارد. بخشی از این فرایند شامل تست کردن سلول الکتروشیمیایی توسط گاز ازن است. برای تولید ازن لازم جهت این تست از دستگاه مولد ازن استفاده می‌شود که تصویر آن در شکل ۱۱ نشان داده شده‌است. در این دستگاه گاز ازن توسط یک لامپ تابش فرابنفش ایجاد می‌گردد. خود دستگاه نیز مجهز به یک سلول الکتروشیمیایی ECC است. علاوه بر این وضعیت جریان الکتروموتور چرخاننده پمپ روی ازن سوند توسط این دستگاه اندازه‌گیری می‌شود. باید یادآور شویم که جهت تعیین دبی پمپ مورد استفاده در سلول الکتروشیمیایی نیز یک پیپت طبق تصویر شکل ۱۲ همراه با یک زمان‌سنج به کار گرفته می‌شوند. میزان خلأ یا فشار پمپ نیز توسط یک فشارسنج تعیین می‌گردد.

#### پیوست رادیوسوند به حسگر ازن
پس از آماده‌سازی ازن سوند باید به دستگاه رادیوسوند متصل شده تا اطلاعات آن توسط رادیوسوند به زمین مخابره گردد. در تصویر شکل ازن سوند و رادیوسوند مدل RS92-SGP که به بدنه ازن سوند پیوست شده، نشان داده می‌شود. در این حالت ازن سوند و رادیوسوند پیوست شده با هم به بالون هواشناسی بسته شده و به اقیانوس جوّ روانه می‌گردد. با توجّه به آنکه وزن این محموله از وزن یک رادیوسوند تنها بیشتر است، معمولاً برای آنکه بالون بتواند این مجموعه را تا ارتفاع ۳۰ کیلومتری سطح دریا و بالاتر برساند، از بالون‌های ۱۰۰۰ گرمی هواشناسی برای ارسال ازن سوند به جوّ استفاده می‌کنند. یادآوری می‌شود که حسگر ازن توسط یک مدار میانجی به رادیوسوند وصل شده و در واقع جزئی از حسگرهای رادیوسوند می‌شود و اطلاعات آن در کنار اطلاعات بقیه حسگرهای رادیوسوند به گیرنده زمینی مخابره می‌گردد. در حال حاضر بیشتر سازندگان رادیوسوند امکان اتصال ازن سوند نوع ECC را به رادیوسوند خود ایجاد نموده‌اند. علاوه بر این به‌طور معمول نرم‌افزار پردازش کننده اطلاعات رادیوسوند نیز دارای گزینه‌هایی برای انتخاب ضرایب کالیبراسیون ازن سوند می‌باشد.

شکل ۹: رابطه فشار جزئی گاز ازن در ازن سوند نوع ECC
شکل ۱۰: طرح‌واره ازن سوند نوع ECC
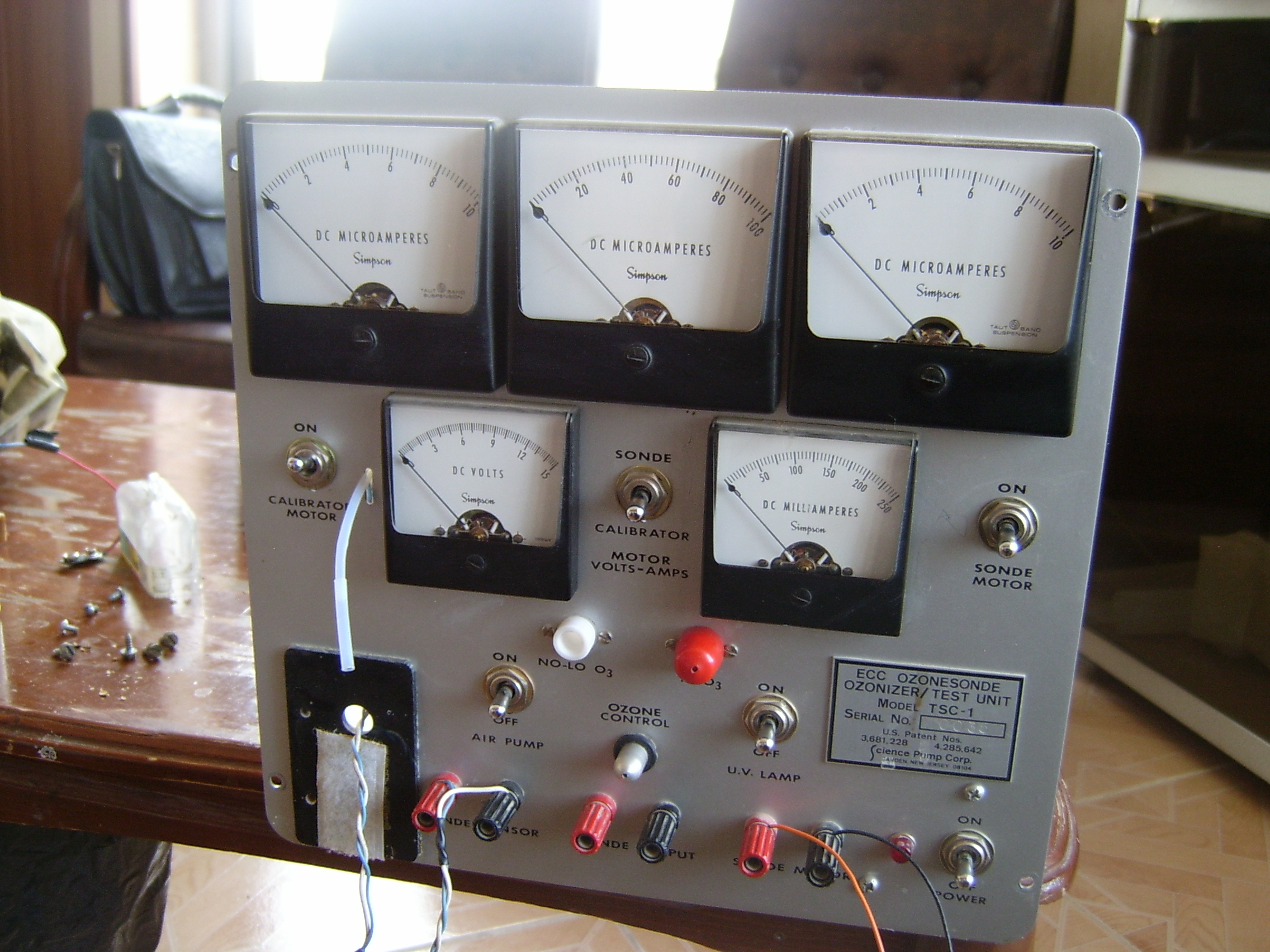
شکل ۱۱:دستگاه مولد ازن جهت تولید ازن برای کالیبره نمودن ازن سنج یا ازن سوند به کار می‌رود
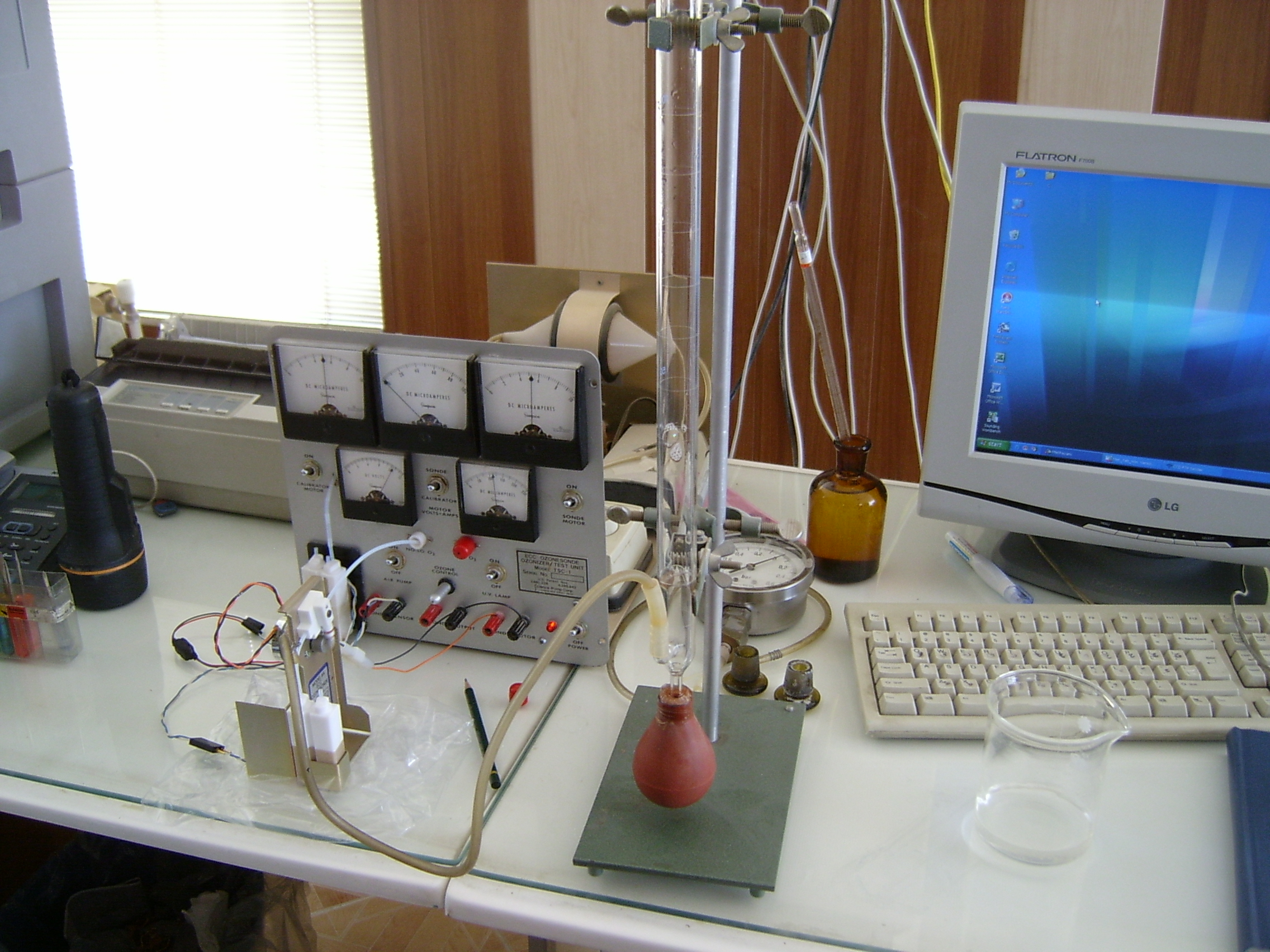
شکل ۱۲:همه تجهیزاتی که برای آماده سازی و کالیبره نمودن ازن سوند به کار می‌روند.
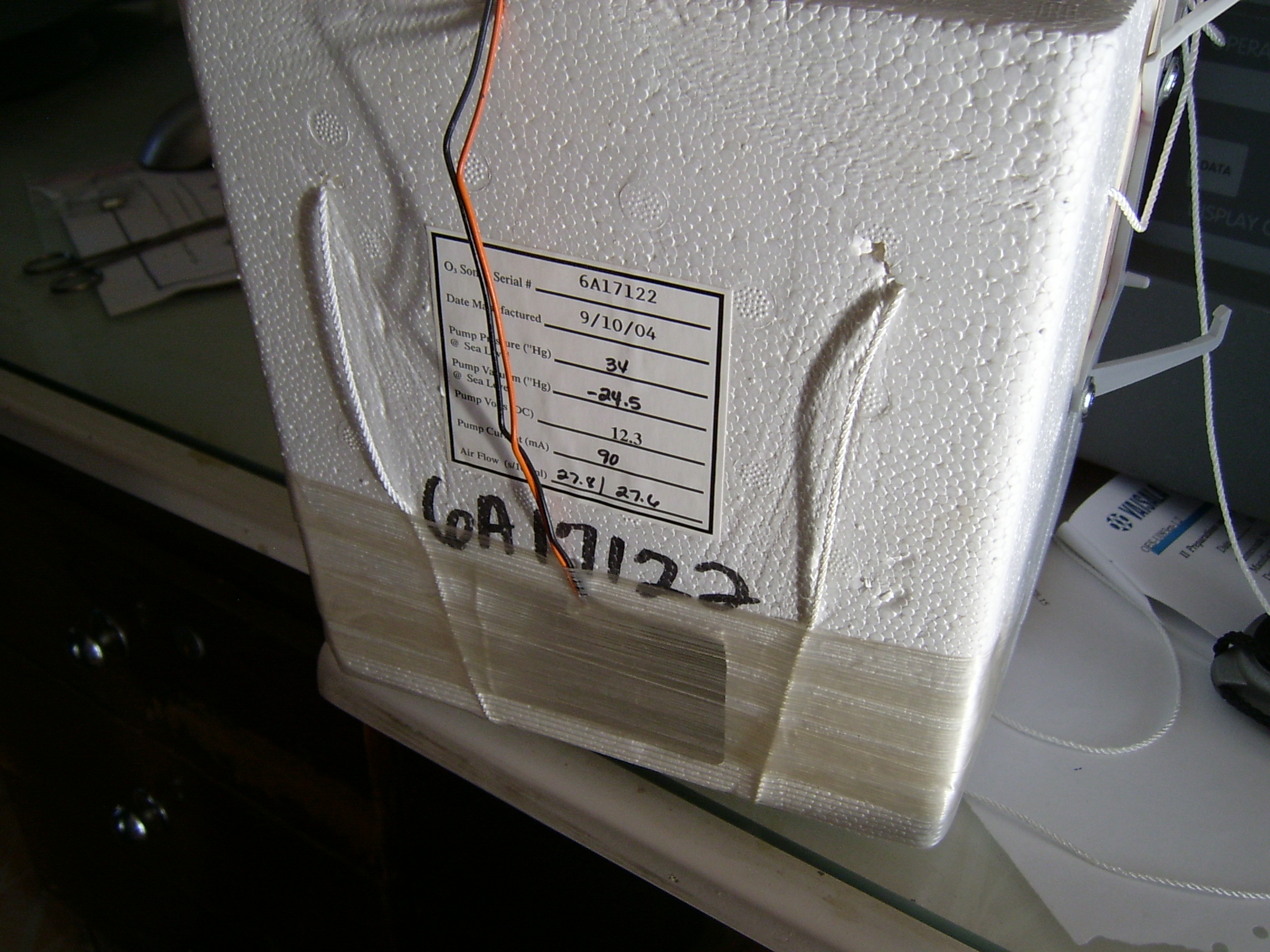
شکل ۱۳:نمای ظاهری از بدنه ازن سوند که محتوی سلول الکتروشیمیایی می‌باشد.
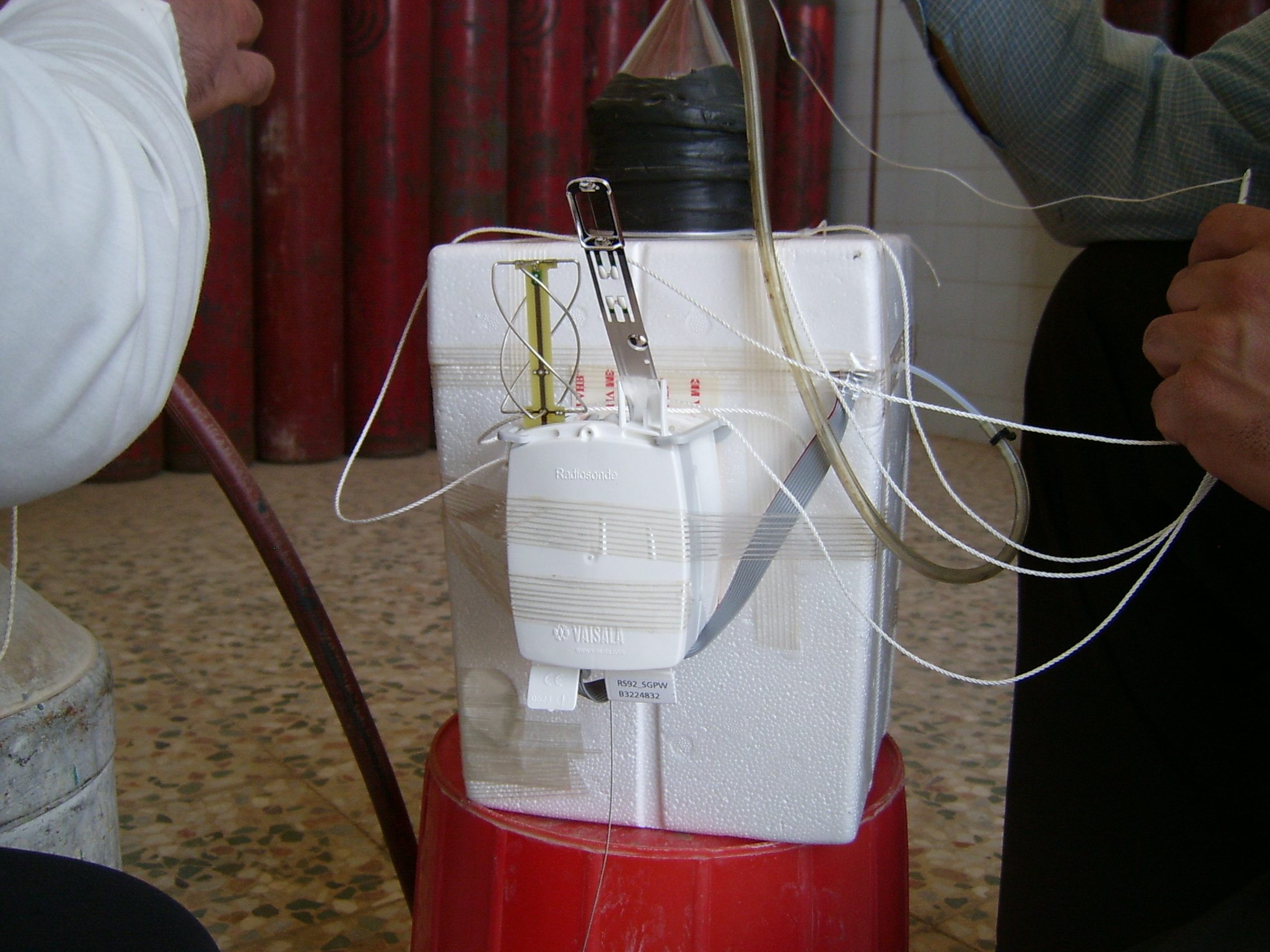
شکل ۱۴: رادیوسوند پیوست شده به ازن سوند جهت گسیل به اقیانوس جوّ آماده شده‌اند.
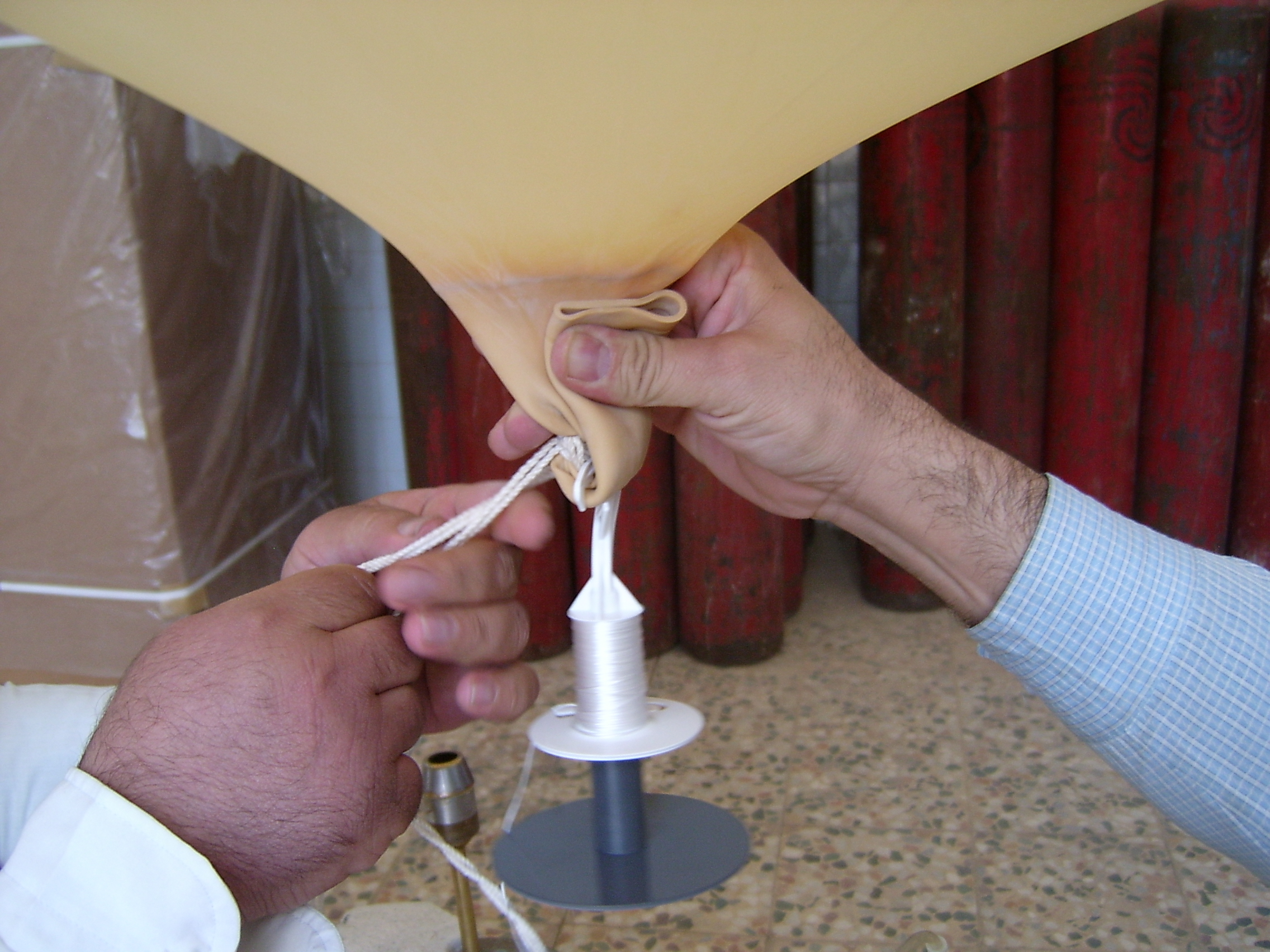
شکل ۱۵:نخ بازکن رادیوسوند باید طبق این تصویر ابتدا به دهانه بالون و سپس به قرقره مربوط به ازن سوند اتصال داده شود.

### بخش‌های تشکیل دهنده یک رادیوسوند
از لحاظ ساختاری می‌توان دستگاه رادیوسوند را متشکل از پنج بخش اصلی دانست. ۱-فرستنده‌رادیویی ۲- حسگرها ۳- مدارهای الکترونیکی واسط میان فرستنده و حسگرها. ۵- یک سامانه کمک ناوبری مانند گیرندهGPS یا گیرندهLORAN-C.

شکل ۱۱: بخش‌های گوناگون یک دستگاه رادیوسوند دیجیتال
شکل ۱۲:طرحواره یک رادیوسوند آنالوگ مجهز بهGPS
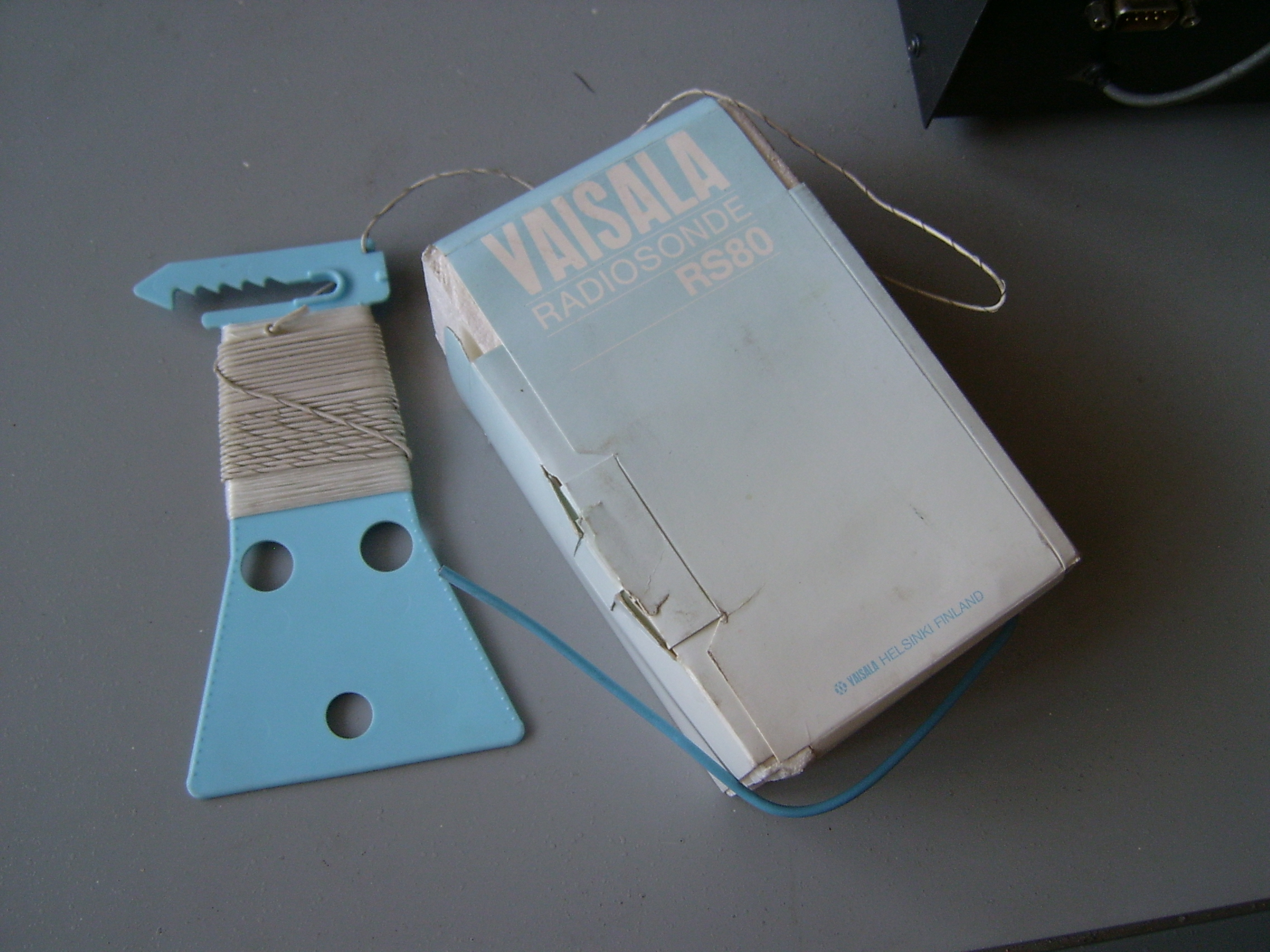
شکل ۱۳:رادیوسوند RS80-15F مجهز به گیرنده کمک ناوبری با قابلیت کار با سامانه‌های OMEGA و LORAN-Cجهت به دست آوردن سرعت و سمت باد در سطوح بالای جوّ.
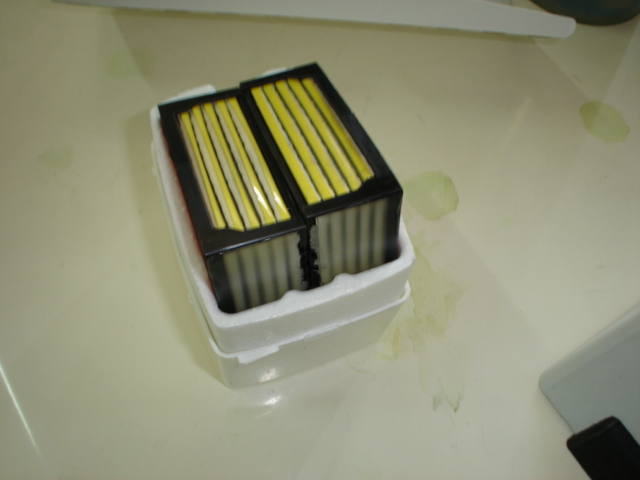
شکل ۱۴:باتری فعال شونده با آب که برای تغذیه رادیوسوندRS92-SGP به کار برده می‌شود. ولتاژ این باتری ۹ ولت و ظرفیت آن برای تأمین انرژی برق رادیوسوند برای مدّت بیش از دو ساعت کافی می‌باشد.
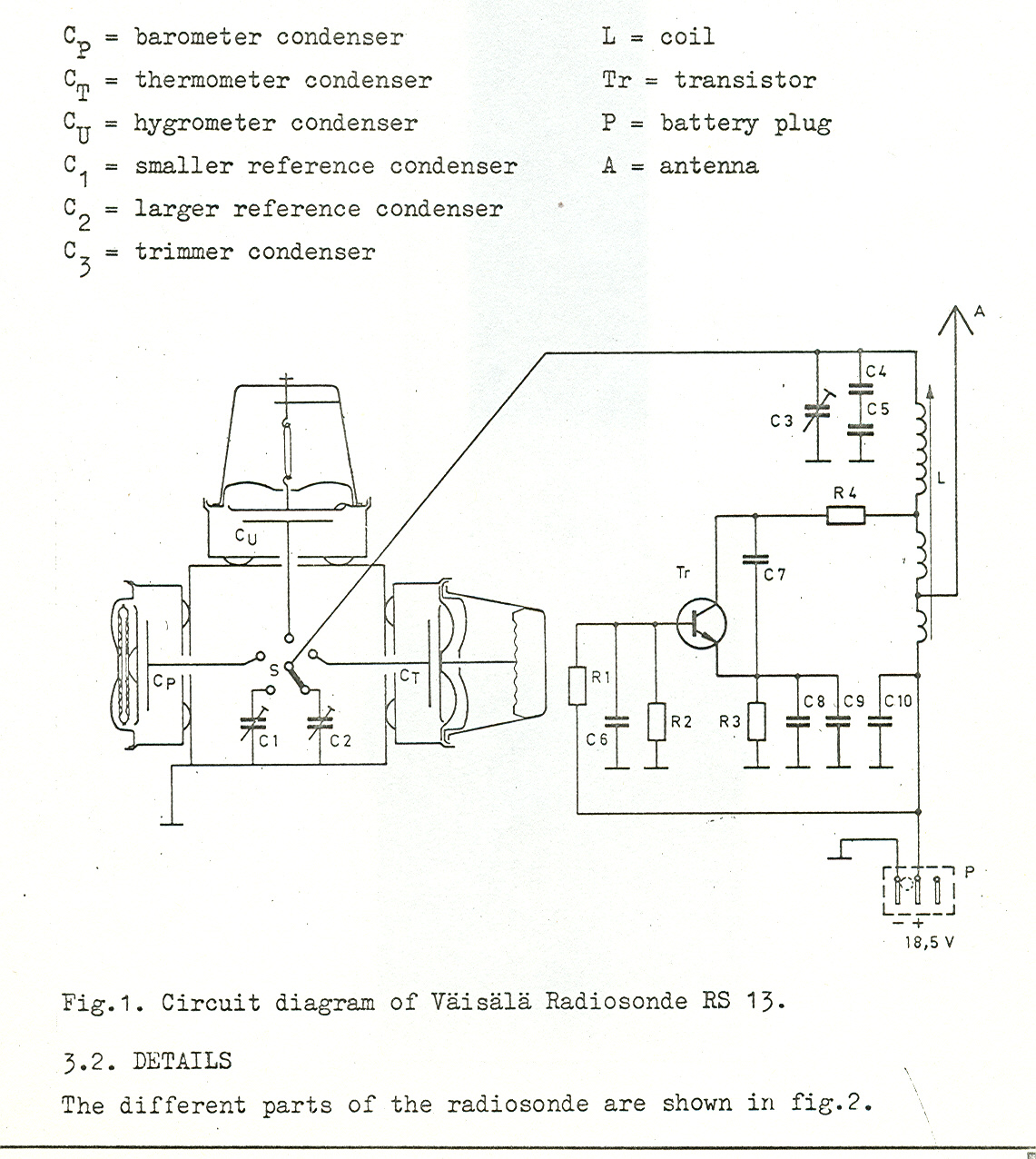
شکل ۱۵:طرحواره مدار الکترونیکی یک دستگاه رادیوسوند متعلق به سال ۱۹۶۰ میلادی
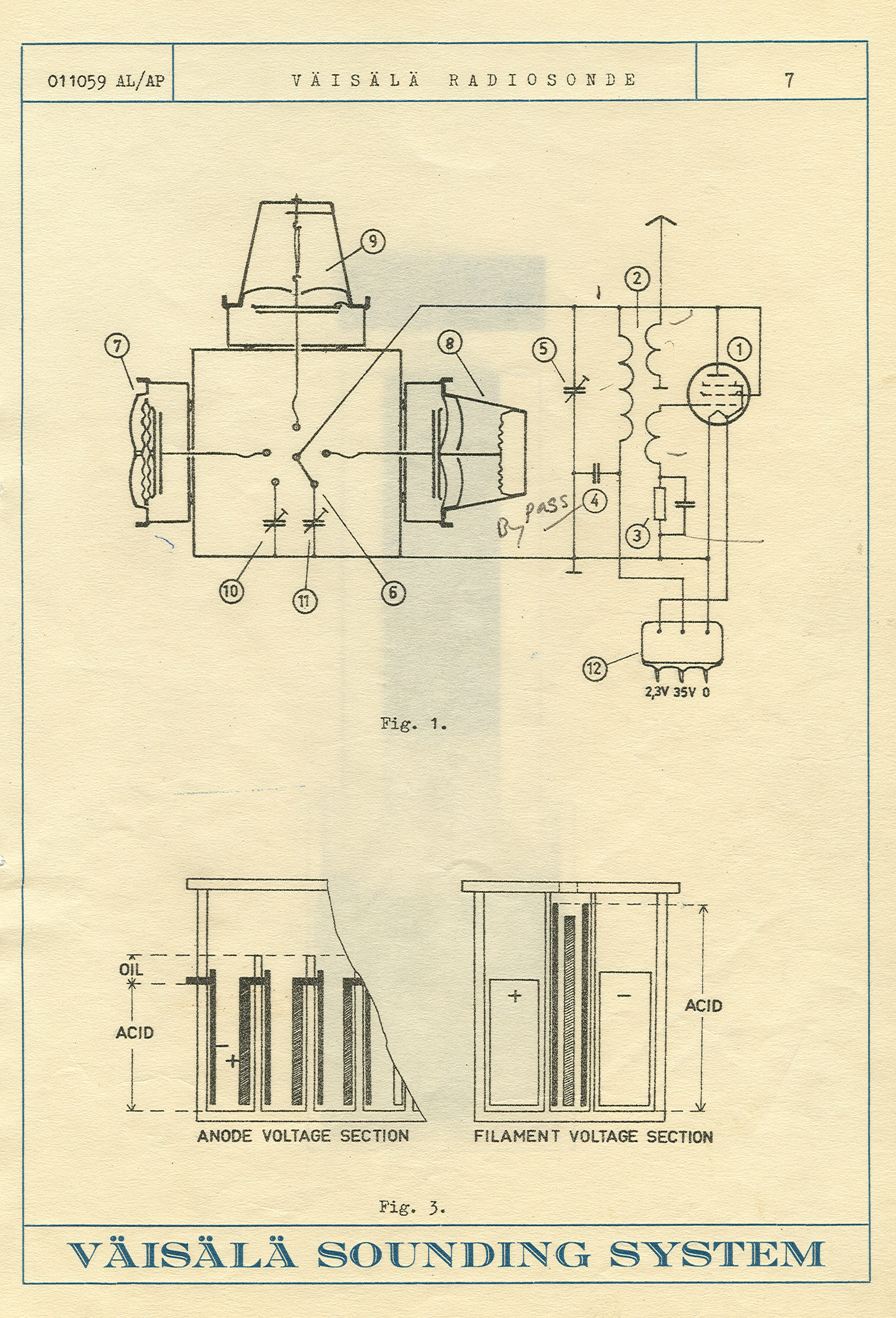
شکل ۱۶: مدار الکترونیکی رادیوسوند مجهز به یک لامپ الکترونی که در سال ۱۹۵۹ میلادی ساخته می‌شد.
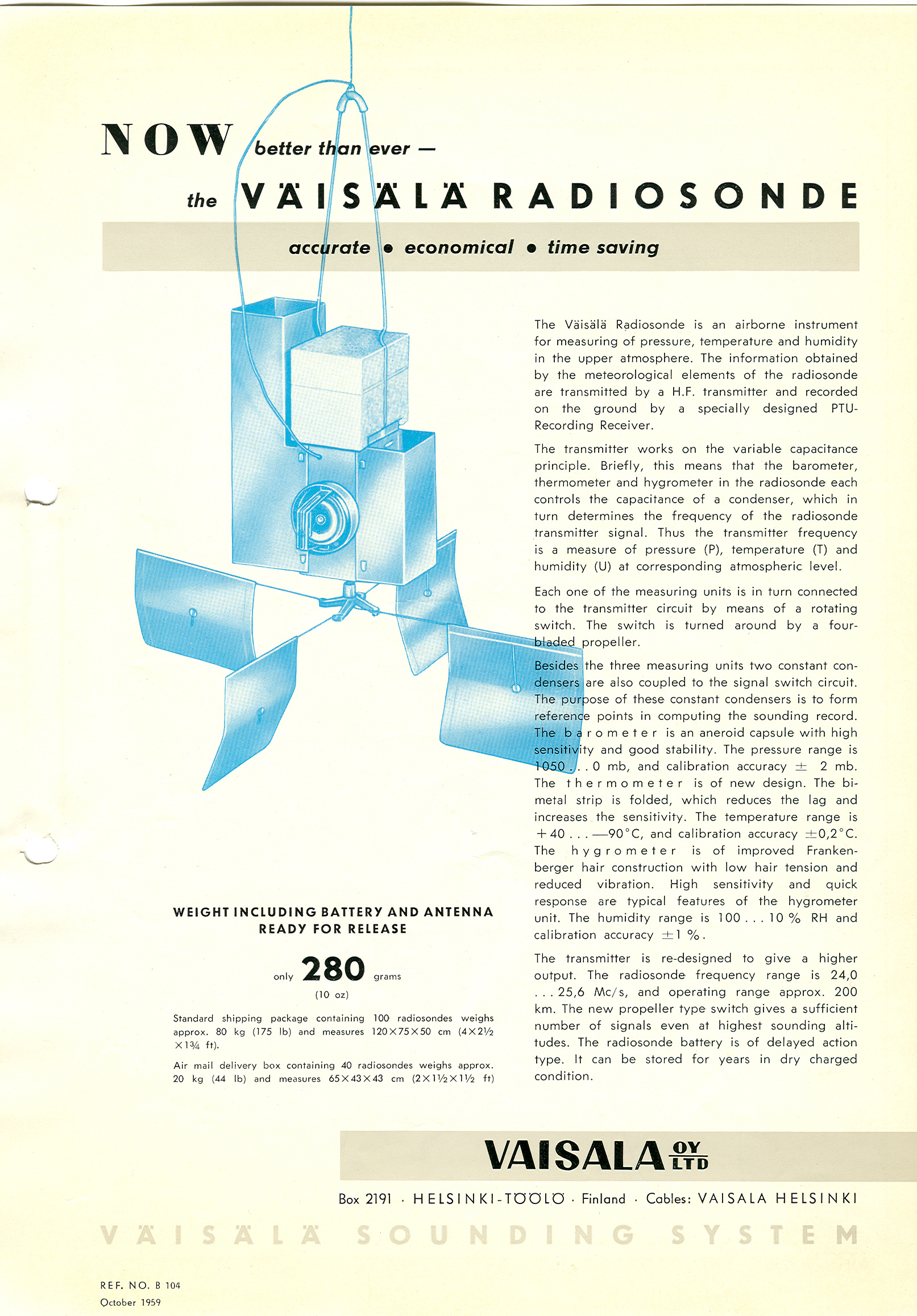
شکل ۱۷: تصویر کلّی از رادیوسوند لامپی سال ۱۹۵۹
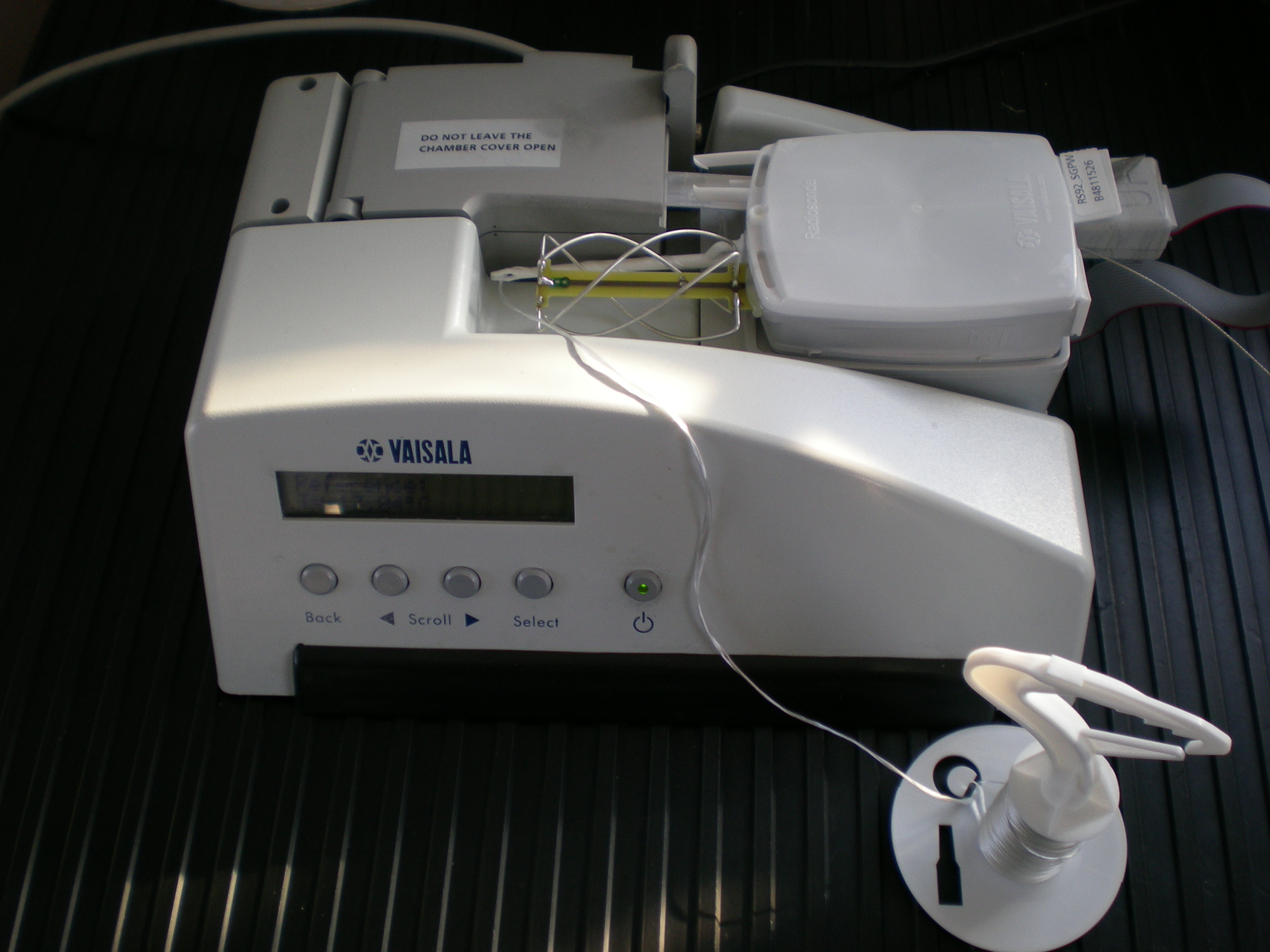
شکل ۱۸: تصویر رادیوسوند دیجیتال مدل RS92-SGP بر روی دستگاه آزمون زمین یا Ground Check مدل GC25 جهت آزمودن صحت کار رادیوسوند و همچنین تنظیم فرکانس رادیویی فرستنده آن جهت ارسال به اقیانوس جوّ.
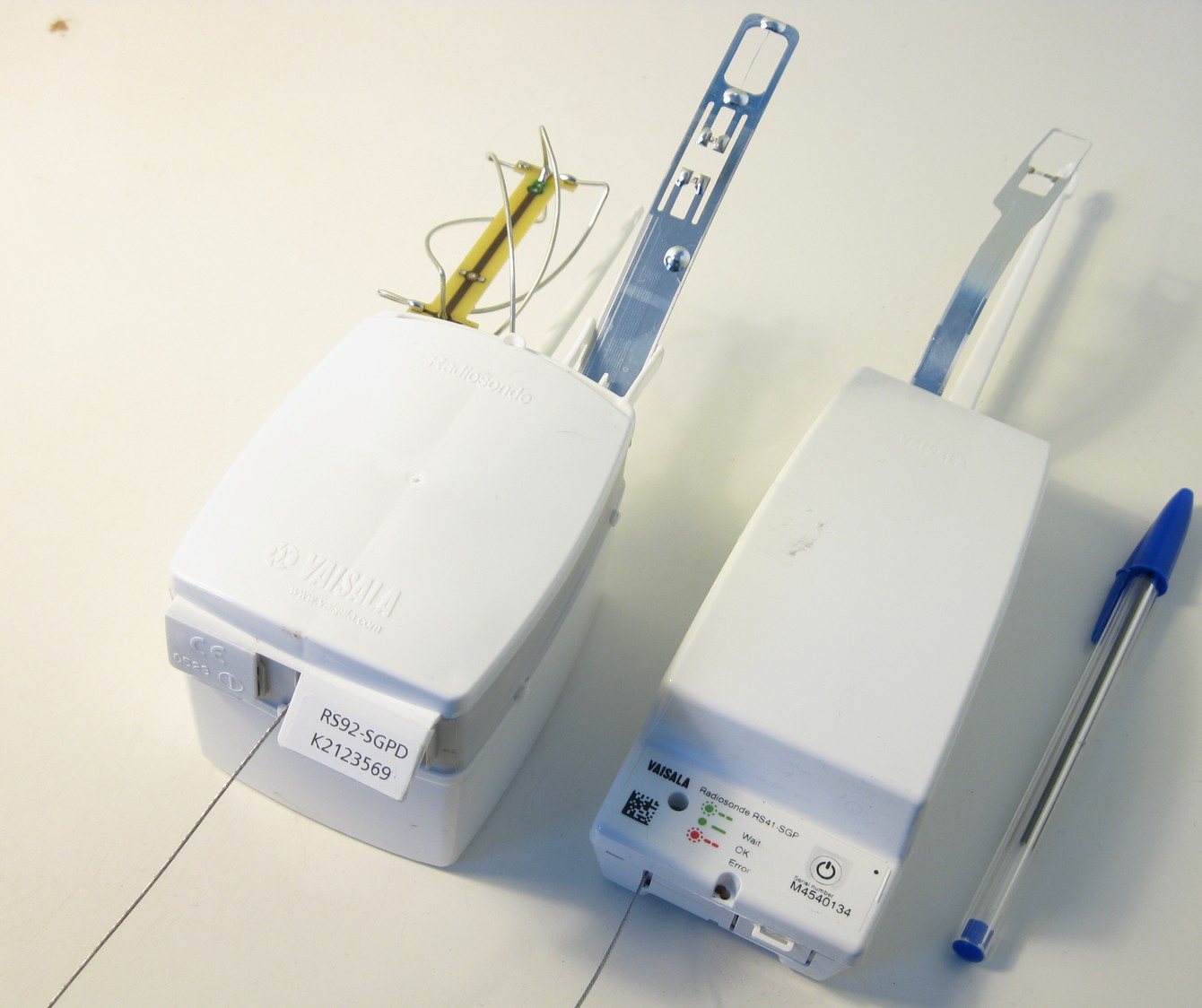
شکل ۱۹: تصویری از دو نسل رادیوسوندهای دیجیتال مورد استفاده در قرن ۲۱. رادیوسوند سمت چپ مدل RS92-SGP مجهز به حسگر فشار جوّ و متعلق به سال ۲۰۰۰ میلادی می‌باشد. رادیوسوند سمت راست مدل RS41-SGP دارای حسگر فشار جوّ این رادیوسونداز سال ۲۰۱۴ میلادی به عرصه جوّ بالا وارد شده‌است.این رادیوسوند از دو باتری قلمی با ولتاژ ۱/۵ولتی تغذیه می‌شود. به این دلیل و همچنین عدم وجود حسگر فشار و به‌کارگیری از فناوری‌های نوین در ابعاد و وزن، به میزان چشمگیری صرفه جویی شده‌است. از این مدل رادیوسوند، ۳ نوع ساخته شده‌است. این ۳نوع عبارتند از RS92-SGP و RS92-SG و RS92-D که اولی و سومی دارای حسگر فشار بوده و دومی فاقد حسگر فشار می‌باشد.در این نوع رادیو سوند با به دست آوردن ارتفاع به کمک GPS مقدار فشار جوّ از راه محاسبه در نرم‌افزار مشخص می‌گردد.

#### حسگرها
هر یک از حسگرها پارامتر مربوط به خود را اندازه‌گیری نموده و توسط مدارهای واسط و بر پایه یکی از روش‌های مدولاسیون آن را به فرستنده رادیویی تحویل می‌دهد. حسگرها معمولاً از خازن یا مقاومت ساخته می‌شوند. در مورد حسگر نم سنج (رطوبت سنج) به ویژه به‌کارگیری از خازنی که ظرفیت آن تابع مقدار نم باشد، بسیار رایج است. حسگر سنجش فشار هوا نیز امروزه خازنی است که ظرفیت آن دگرگونی فشار هوا را دنبال می‌نماید. حسگر دما از هر دو عنصر خازن یا مقاومت ساخته می‌شود. از سال ۲۰۰۵ میلادی برخی از سازندگان مطرح رادیوسوند در جهان با حذف حسگر اندازه‌گیری فشار جوّ، سبب کاهش چشمگیری در بهای تمام شده رادیوسوند شدند. این سازندگان به جای اندازه‌گیری فشار جوّ، ارتفاع را به کمک یک گیرنده جی پی اس که درون رادیوسوند تعبیه می‌شودمتناظر با ارتفاع اندازه‌گیری شده را محاسبه می‌نمایند. در آزمایش‌هایی که جهت مقایسه کیفیت فشار محاسبه شده در این رادیوسوند و فشار اندازه‌گیری شده توسط رادیوسوندهای کارخانه‌های دیگر زیر نظارت سازمان هواشناسی جهانی در سال ۲۰۰۵ میلادی و در جزیره موریس به عمل آمد، مشخص گردید که دقّت این روش به مقدار کافی بالا بوده و در لایه‌های بالای جوّ و در فشارهای پایین حتّی از روش اندازه‌گیری مستقیم نیز به مراتب بهتر است. به این ترتیب سازمان هواشناسی جهانی WMO به‌طور رسمی اعلام نمود که از این پس برای اندازه‌گیری فشار هوا هیچ لزومی به استفاده از حسگر فشار در رادیوسوند نخواهد بود.

#### فرستنده رادیویی
فرستنده نیز اطلاعات مزبور را بر روی امواج رادیویی سوار نموده (مدوله می‌کند) تا گیرنده رادیویی زمینی موجود در ایستگاه که بر روی همان فرکانس رادیوسوند تنظیم شده بتواند آن‌ها را دریافت نماید. فرستنده رادیویی بکار برده شده در گذشته بر روی امواج کوتاه رادیویی کار می‌کرد (بین ۲۴ تا ۲۵٫۶ مگاهرتز) و کلّ فرستنده از یک نوسان ساز ساده مجهز به لامپ خلاء تشکیل می‌شد. (شکل‌های ۱۶ و ۱۷) بعدها با پیشرفت فناوری و اختراع ترانزیستور، این عنصر الکترونی جای لامپ خلاء الکترونی را در رادیوسوند می‌گیرد. در این رادیوسوند، فرکانس فرستنده رادیویی تابع حسگرهای خازنی که توسط یک کلید گردان با مدار نوسان ساز فرستنده موازی شده‌اند، می‌باشد. هر حسگر که با مدار نوسان ساز به‌طور موازی قرار می‌گیرد، موجب تغییر فرکانس فرستنده رادیویی رادیوسوند می‌شود. علاوه بر این چنانچه پارامتر مؤثر بر روی حسگر، تغییر نماید، به دلیل تغییر ظرفیت خازنی حسگر مزبور، بازهم فرکانس مدار نوسان ساز دچار تغییر شده و در نهایت فرکانس رادیویی فرستنده عوض خواهد شد. این تغییر نماینده تغییر پارامتر مورد نظر خواهد بود. (شکل ۱۵)دربارهٔ مدولاسیون این فرستده‌ها می‌توان گفت که به نوعی اطلاعات به صورت مدولاسیون فرکانس یا FM بر روی آن سوار می‌شد. البتّه امروزه از انواع مدولاسیون‌های دیجیتالی مانند GFSK در فرستنده رادیوسوند استفاده می‌شود. قدرت پخش این فرستنده امروزه از ۵۰ تا ۲۰۰ میلی وات می‌باشد. فرستنده رادیوسوند از سال ۱۹۶۰ میلادی به بعد، از محدوده UHFو در بسامد نامی ۴۰۳ مگاهرتز استفاده می‌کند. البته یک بسامد دیگر نیز در همین محدوده برای رادیوسوندهایی که جهت کار با رادیوتئودولایت ساخته می‌شوند، به کار برده شده که به بسامد ۱۶۰۰مگاهرتز شناخته می‌شود. در واقع فرستنده رادیوسوندها می‌تواند از ۴۰۰ تا ۴۰۶ مگاهرتز یا از ۱۶۰۰ تا ۱۷۰۰ مگاهرتز قابل تنظیم شود. به‌طور معمول برد فرستنده رادیوسوند، ۲۵۰ کیلومتر می‌باشد. ولی معمولاً بسته به شرایط جوّی و وضعیت آنتن گیرنده، در عمل دریافت علائم فرستنده رادیوسوند از فاصله ۴۰۰ کیلومتری ممکن است.

#### مدارهای واسط
این مدارها که امروزه به صورت مدارهای الکترونیکی می‌باشند، پارامترهای اصلی حسگرها (مانند تغییرات مقاومت یا ظرفیت خازنی) را دریافت نموده و آن‌ها را به صورت علائم قابل سوار کردن بر روی فرستنده رادیویی تبدیل می‌نمایند. در گذشته در سال‌های آغازین رادیوسوند هیچ مدار واسط یا میانجی نداشت و فرکانس رادیویی بخش فرستنده تحت تأثیر حسگرها تغییر می‌کرد. این تغییرات فرکانس پس از دریافت در گیرنده زمینی برای محاسبه هر یک از پارامترهای اندازه‌گیری شده به کار برده می‌شد. در نسل‌های بعدی رادیوسوندها که تقریباً از ۴۰ سال پیش تا آخرین نسل رادیوسوندهای آنالوگ را در بر می‌گیرد، از نوسان‌سازی با فرکانس‌های صوتی استفاده به عمل می‌آمد. بسامد این نوسان ساز به حسگرها وابسته بود. در واقع حسگرها به‌طور معمول از جنس خازن یا مقاومت الکتریکی بودند که می‌توانستند به عنوان عناصر کلیدی یک نوسان ساز به کار گرفته شوند. روش کار به این صورت بود که هر یک از حسگرهای دما فشار و رطوبت به نوبت به نوسان ساز متصل می‌شدند. برای اتصال نوبتی هر یک از حسگرها همه مدارهای واسطه مجهز به یک مدار مولتی‌پلکس‌کننده نیز بودند. معمولاً در این مولتی‌پلکس‌کننده‌ها از روش مولتی‌پلکس زمانی یا TDM استفاده می‌شد. پیش از به وجود آمدن مولتی پلکس‌کننده‌های الکترونیکی، وظیفه مولتی‌پلکس کردن توسط یک کلید گردان مکانیکی به انجام می‌رسید. گردش این کلید توسط باد انجام می‌شد. کلید نشان داده شده در شکل‌های ۷ و ۸ در واقع معادل بخش مولتی پلکس‌کننده است. توجه داشته باشید که این کلید نمادین می‌باشد و می‌تواند یک مدار کاملاً الکترونیکی باشد.

شکل ۲۰: تعقیب بالون پایلوت توسط دوربین نقشه‌برداری

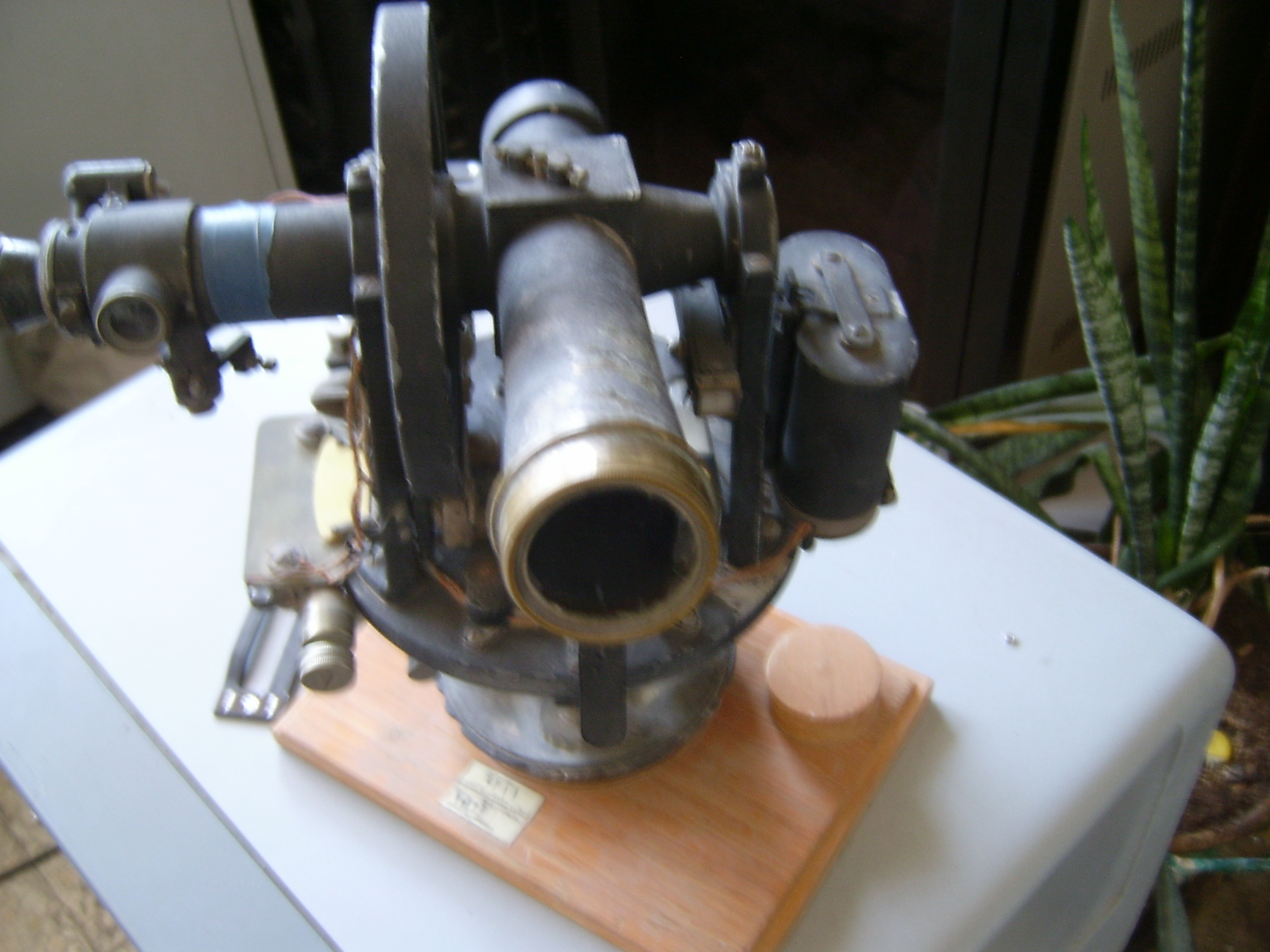
شکل ۲۱: تصویر یک تئودولایت یا دوربین نقشه‌برداری که در دهه ۵۰ میلادی در هواشناسی ایران جهت تعقیب بالون پایلوت به منظور پیدا کردن سمت و سرعت باد لایه‌های بالایی جوّ و همچنین ارتفاع کف ابر تا سطح زمین به کار برده می‌شد.

#### بالون پایلوت
رادیوسوندها تا اوایل دهه ۱۹۷۰ میلادی توانایی اندازه‌گیری سمت و سرعت باد را به صورت مستقیم دارا نبودند. برای تعیین سمت و سرعت باد در سطوح فوقانی جوّ در ابتدا از دوربین‌های نقشه‌برداری یا تئودولایت استفاده می‌شده‌است. روش کار به این صورت بود که پس از رها نمودن بالون و رادیوسوند شخصی در پشت دوربین نقشه‌برداری قرار می‌گرفت و شخص دیگری نیز در حالی که یک زمان‌سنج در دست داشت در کنار وی می‌ایستاد. شخص اوّل از پشت چشمی دوربین مرتب بالون را تحت نظر قرار می‌داد و با چرخاندن دوربین در زوایای مختلف تا آنجا که امکان داشت سعی می‌کرد تا بالون را از نظر گم نکند. شخص دوم با توجه به زمان‌سنج هر یک دقیقه زاویه افقی (Azimuth) و زاویه عمودی (Elevation) را از روی درجه‌بندی نشان داده شده توسط تئودولایت می‌خواند و آن را یادداشت می‌نمود.
در دوربین‌های جدید نیازی به نفر دوم وجود ندارد و زوایای مزبور هر یک دقیقه به صورت خودکار ثبت و توسط رایانه کوچکی که مجهز به یک چاپگر است، چاپ شده و قابل برداشت می‌باشد. در این روش در صورت ابری بودن آسمان کار تا جایی ادامه پیدا می‌کرد تا بالون وارد ابر می‌شد و از نظر ناپدید می‌گردید. در چنین مواقعی زمان ورود بالون به درون ابر ثبت می‌شد و بعد به کمک محاسبات ارتفاع پایه ابر تعیین می‌گردید. به کمک زوایای اندازه‌گیری شده و روابط مثلثاتی می‌توان لحظه به لحظه سمت و سرعت وزش باد را محاسبه نمود. در مواقعی یک بالون بدون رادیوسوند را رها می‌نمایند و توسط دوربین نقشه‌برداری به همان روش گفته شده در بالا آن را تعقیب می‌نمایند تا سمت و سرعت وزش باد در سطوح فوقانی جوّ و همچنین ارتفاع پایه ابر را بدست آورند. به این بالون اصطلاحاً بالون پایلوت (Pilot Balloon) گفته می‌شود. در هواشناسی ایران یک ایستگاه هواشناسی کار ارسال بالون پایلوت را انجام می‌دهد. به این ایستگاه‌ها نام ایستگاه پایلوت اطلاق می‌گردد. برای آنکه کار تعقیب بالون‌های پایلوت توسط دوربین آسان باشد، بالون‌های ویژه این کار به‌طور معمول با رنگ‌های قرمز یا مشکی ساخته می‌شود. در شکل ۵ تصویر کار تعقیب بالون پایلوت در سال‌های دهه ۴۰ شمسی در یکی از ایستگاه‌های هواشناسی ایران به نمایش گذارده شده‌است.

#### پایلوت سوند Pilot Sonde
اخیراً برخی سازندگان رادیوسوند یک نوع رادیوسوند کوچک با بهای پایین‌تر از بهای رادیوسوند معمولی تولید کردند که فاقد حسگرهای دما و نم سنجی بوده و تنها مجهز به سامانه GPS بوده که توسط آن می‌توان ارتفاع از سطح دریا و سمت و سرعت باد را که در کار پایلوت بالون به دست می‌آید، می‌توان به سادگی به دست آورد.

شکل ۲۲: آنتن دستگاه رادیوتئودولایت درحال کار در فرودگاه مهرآباد تهران- سالهای دهه ۱۳۴۰ شمسی

شکل ۲۳: رادار باد در مهرآباد تهران سال ۱۳۴۰ هجری شمسی.

شکل ۲۴:ارسال بالونی در مهرآباد تهران سال ۱۳۴۰ هجری شمسی که در زیر آن بازتابنده رادار بسته شده.

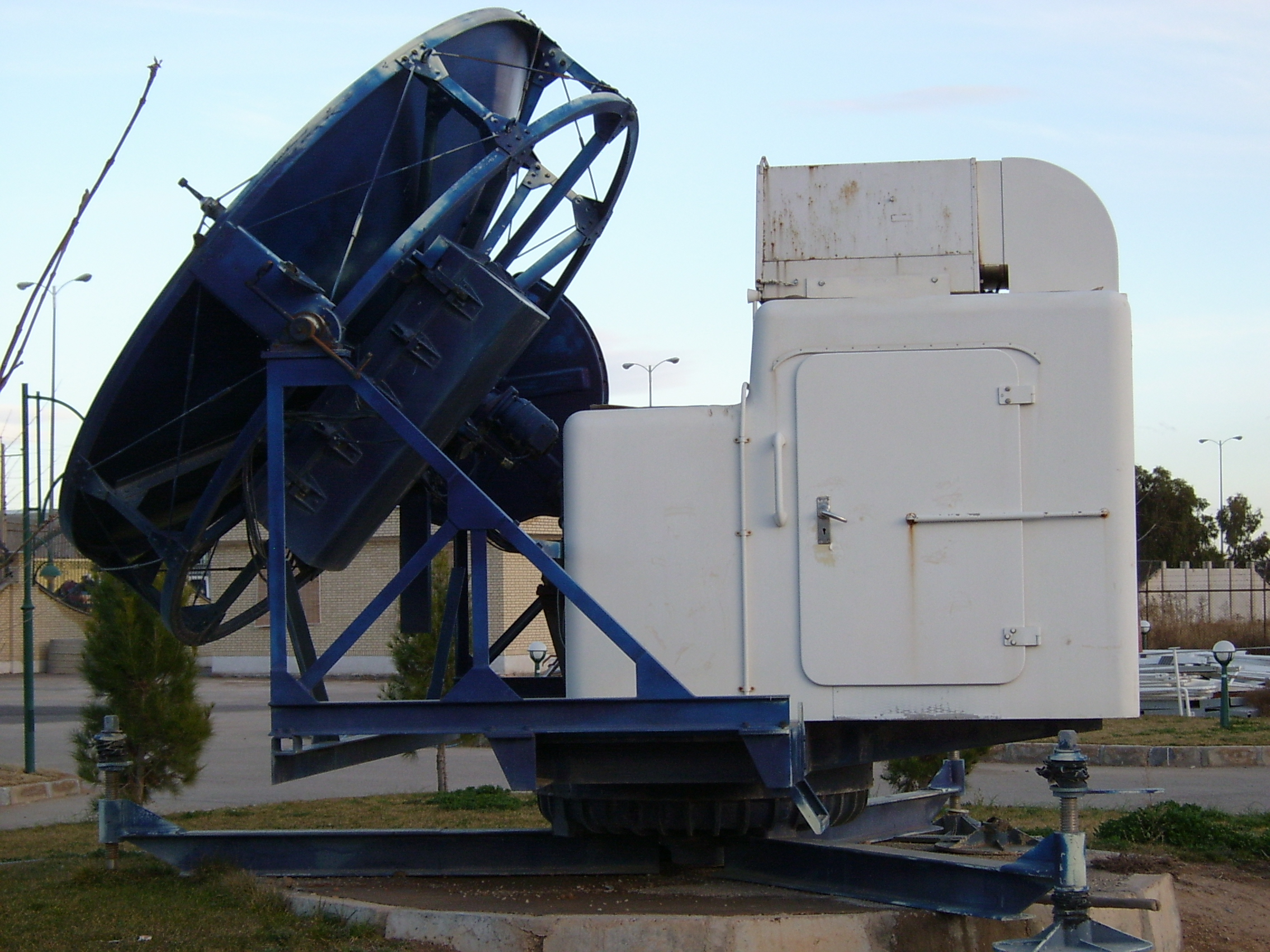
شکل ۲۵: تصویر رادار باد در ایستگاه هواشناسی فرودگاه شیراز سال ۱۳۸۹ هجری شمسی.

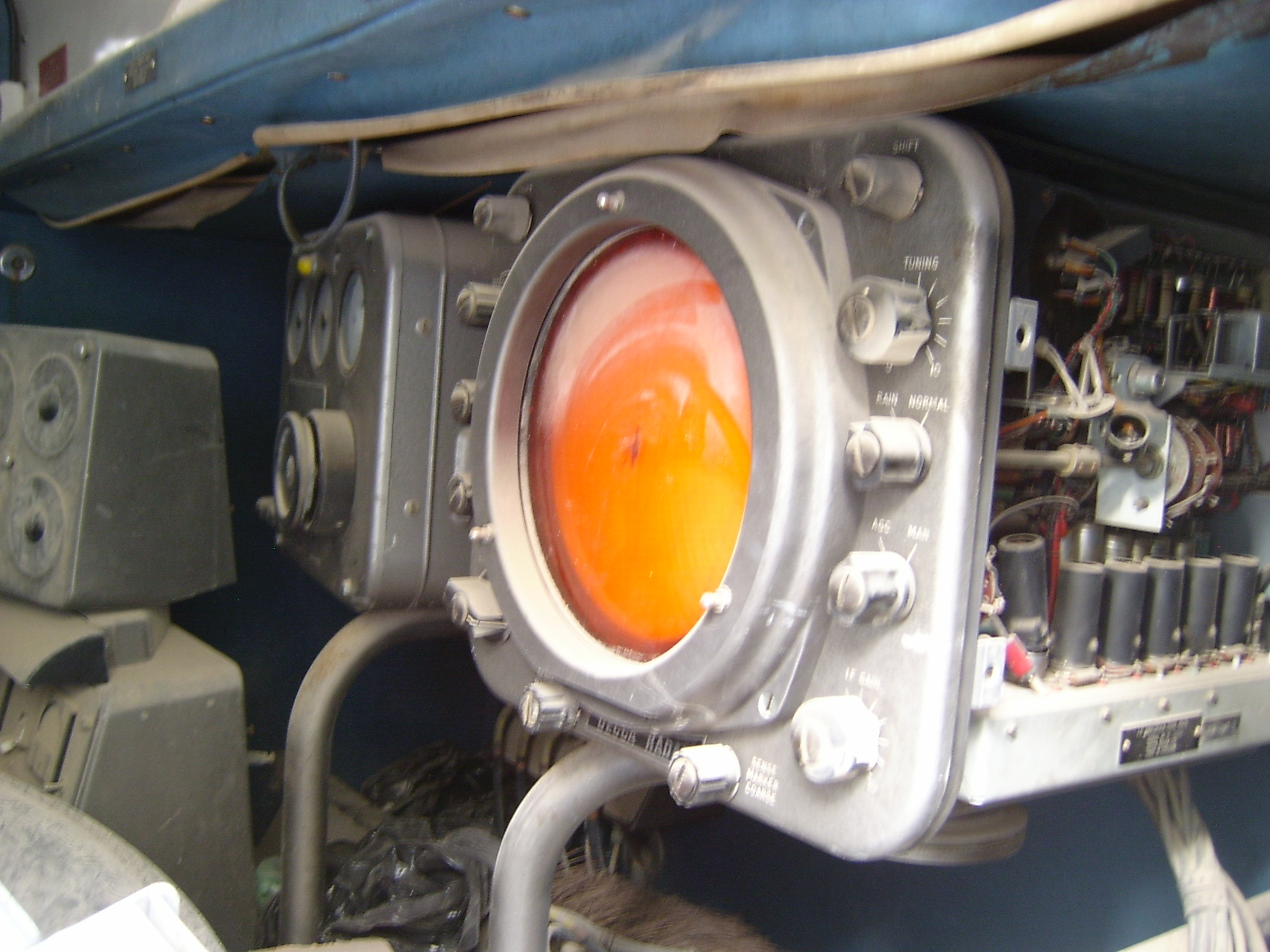
شکل ۲۶: صفحه نمایش رادار باد درون کابین رادار، هواشناسی بندرعباس

#### رادار باد (WIND RADAR)
علاوه بر روش پایلوت بالون در گذشته برای تعیین سمت و سرعت باد از رادارهای باد نیز استفاده می‌شده‌است. در شکل‌های ۶ و ۷ تصاویری تاریخی از رادار بادی که در سال ۱۳۴۰ شمسی در ایستگاه هواشناسی مستقر در فرودگاه مهرآباد در حال راه اندازی بوده نشان داده شده‌است. در حال حاضر این رادار به صورت نمایشی در محوطه حیاط مرکز اقیانوس‌شناسی واقع در اقدسیه تهران قرار دارد. از نظر اصول روش‌های محاسباتی به کار گرفته شده در رادار باد همان روش‌های بالون پایلوت به کار برده می‌شده‌است.
رادارهای باد که از سال ۱۳۴۰ هجری خورشیدی در هواشناسی ایران مورد استفاده قرار گرفت و تا سال ۱۳۷۴ هجری خورشیدی نیز کم و بیش در برخی از ایستگاه‌های هواشناسی کشور به کار می‌رفت. تصویرهای ۲۳ و ۲۴ مربوط به روزی است که به‌کارگیری از آن‌ها و در واقع راه اندازی آن‌ها در ایستگاه مهرآباد تهران و در خرداد ماه سال ۱۳۴۰ هجری خورشیدی در حضور آقای دکتر گنجی ریاست وقت هواشناسی ایران و دیگر مسئولین و افراد مرتبط، انجام گرفته‌است. از این رادارها برای تعیین سمت و سرعت باد در لایه‌های بالایی جوّ استفاده می‌شده‌است. با استفاده از این رادارها مشکل تعقیب بالون و رادیوسوند هنگام رفتن داخل ابر نیز حلّ شده بود؛ زیرا بالون با وجود رفتن داخل ابر یا پشت ابر از دسترس و دید رادار بیرون نمی‌شد و بر خلاف تئودولایت معمولی کار پایلوت توسط رادار باد در شرایط هوای کاملاً ابری هم امکان‌پذیر بود. باید یادآوری شود که امواج رادار از یک توری فلزی به شکل هرم (CORNER REFLECTOR) که در زیر بالون بسته می‌شد، بازتابش داشت که به این صورت امکان تعقیب بالون و رادیوسوند بوجود می‌آمد. در تصویر شکل ۵ یک بازتابش کننده هرمی شکل توری در پایین بالون و کف اتاق گاز قابل مشاهده می‌باشد. بعدها با بستن یک ورق آلومینیومی نازک با ابعاد مناسب به زیر بالون بازتابش امواج رادار را دریافت می‌کردند. در شکل ۲۵ تصویر رادار باد در ایستگاه هواشناسی شیراز و در شکل ۲۶ تصویر صفحه نمایش رادار باد در داخل کابین آن نشان داده شده‌است. یادآوری می‌شود که کابین رادار توسط الکتروموتور می‌توانسته چرخش کند و آنتن رادار نیز قابلیت چرخش در راستای قائم را داشته که به این صورت امکان دنبال کردن بالون توسط فرد یا دو نفری که در درون کابین رادار می‌نشستند فراهم می‌گردید. با دقت به تصویر شکل ۲۵ مشخص است که کابین رادار دارای یک درب است که برای وارد شدن اپراتور رادار روی آن تعبیه شده بود. دو عدد صندلی در داخل کابین وجود داشت. یک نفر برای حرکت دادن کابین و آنتن روی صندلی می‌نشست و دیگری زاویه‌های افقی یا Azimuth و قائم Elevation را در هر یک دقیقه یادداشت می‌کرد. از روی این زوایا و روابط مثلثاتی و با فرض ثابت بودن سرعت صعود بالون، می‌توانستند سمت و سرعت وزش باد را در لایه‌های بالایی جوّ پیدا کنند.

#### رادیو تئودولایت (RADIO TEODOLITE)
روش دیگری نیز در سال‌های دهه ۵۰ بیشتر مطرح بود و امروزه بیشتر در کاربردهای نظامی رادیوسوند مورد توجه قرار می‌گیرد، بکارگیری از رادیوتئودولایت است. این وسیله نیز همچون رادار باد برای انجام محاسبات از همان اصول بالون‌های پایلوت پیروی می‌نماید. همانگونه که در بالون‌ها به کمک دوربین نقشه‌برداری زوایای عمودی (ELEVATION)و افقی (AZIMUTH) در هر یک دقیقه بدست می‌آید، همین زوایا در روش راداری به کمک تعیین آن‌ها بر روی آنتن رادار باد و در رادیوتئودولایت به وسیله زوایای مزبور در محور آنتن این دستگاه مانند شکل ۸ که دوباره عکسی تاریخی از به‌کارگیری این وسیله در ایستگاه مهرآباد تهران در سال‌های دهه ۴۰ شمسی می‌باشد، به دست می‌آید. باید یادآور شویم که رادیوسوندهای مربوط به رادیوتئودولایت از جهت فرکانس فرستنده با رادیوسوندهای معمولی متفاوت بوده و در ردیف ۱۶۶۸/۴ تا ۱۷۰۰ مگاهرتز قابل تنظیم و کار می‌باشد. چند نمونه از رادیوسوندهای ویژه رادیوتئودولایت در تصاویر شکل‌های ۳۴ الی

#### سامانه‌های کمک ناوبری
از اوایل دهه ۷۰ میلادی بر روی دستگاه‌های رادیوسوند یک دستگاه گیرنده رادیویی که توان دریافت علائم ارسالی از یکی از سامانه‌های کمک ناوبری را دارا بود، نصب گردید. در آن سال‌ها مشهورترین سامانه کمک ناوبری سامانه امگا بود. پس از آن سامانه LORAN-C وجود داشت که هنوز هم موجود می‌باشد. سامانه امگا از اواخر دهه ۹۰ میلادی تعطیل شد. بسیاری از فرستنده‌های رادیویی پخش علائم LORAN-C نیز در سطح کره زمین تعطیل شدند و امروزه امکان دریافت علائم این سامانه در بیشتر نقاط کره زمین امکان‌پذیر نیست. به همین دلیل سازندگان رادیوسوند از اواخر دهه ۹۰ میلادی اقدام به تولید رادیوسوندهایی نمودند که مجهز به گیرنده کمک ناوبری جی‌پی‌اس بودند. از آنجاییکه اندازه‌گیری ارتفاع نیز توسط سامانه کمک ناوبری جی‌پی‌اس امکان‌پذیر می‌باشد، برخی از سازندگان رادیوسوند از اوایل قرن ۲۱ حسگر فشار هوا را رسماً حذف نمودند و با اندازه‌گیری ارتفاع توسط جی‌پی‌اس و قرار دادن این ارتفاع در رابطه ریاضی بین فشار و ارتفاع به محاسبه فشار پرداختند. در این مورد سازمان جهانی هواشناسی یا سازمان جهانی هواشناسی نیز بنا بر نتایج حاصل از آزمون‌های مقایسه‌ای میان رادیوسوندهای با فشارسنج و بدون فشارسنج که در سال ۲۰۰۵ میلادی با نظارت خود این سازمان انجام گردید، به‌طور رسمی صحت داده فشار به دست آمده از رادیوسوندهای بدون حسگر فشار را تأیید نموده و اعلام نمود که از این به بعد ضرورتی بر استفاده از حسگر فشار بر روی رادیوسوندها وجود نداشته و دقت اندازه‌گیری ارتفاع توسط جی‌پی‌اس به ویژه در لایه‌های بالای ۲۰ کیلومتری دارای دقت چند برابر بهتر از فشارسنج‌ها است. همه رادیوسوندهای مورد استفاده در هواشناسی ایران نیز مجهز به گیرنده جی‌پی‌اس هستند.

### ساختارهای مکانیکی و اضافی در رادیوسوند
علاوه بر ساختار اصلی که در بالا ذکر شد و توصیف‌کننده رادیوسوند به صورت یک سامانه سنجشی و رادیویی می‌باشد که از لحاظ ماهیتی بیشتر به مدارهای الکترونیکی بازمی‌گردد، می‌توان به اجزاء دیگری نیز اشاره نمود که وجود آن‌ها در رادیوسوند حیاتی بوده و کارکرد صحیح و درست رادیوسوند را تضمین می‌نمایند.

#### باتری
مهم‌ترین این اجزاء منبع تغذیه رادیوسوند یعنی باتری آن می‌باشد. این باتری در گذشته‌ها به صورت یک باتری اسیدی بوده که الکترولیت آن معمولاً با استفاده از اسیدسولفوریک به دست می‌آمده‌است. کار تهیه الکترولیت این باتری در ایستگاه و توسط خود دیده‌بان‌ها به انجام می‌رسیده‌است. بعدها یعنی در طی اواخر دهه۶۰ میلادی باتری‌هایی برای رادیوسوندها ساخته شد که توسط آب فعال می‌شد (Water activated) این باتری‌ها هنوز هم برای تغذیه رادیوسوندهای جدید در کنار باتری‌های خشک از باتری‌های فعال شونده با آب نیز استفاده می‌شود. باتری رادیوسوند چه خشک باشد یا فعال شونده باآب می‌تواند تا دو ساعت و نیم تغذیه الکتریکی رادیوسوند را به خوبی به انجام برساند. در مورد باتری‌های خشک معمولاً برای رادیوسوند از باتری‌های قلیایی که نسبت به انواع دیگر دارای ظرفیت بالاتری است استفاده می‌شود. زمان نگهداری از باتری‌های فعال شونده با آب به شرط آنکه از بسته مخصوص آن بیرون آورده نشوند، مدت طولانی خواهد بود. در حالیکه در مورد باتری‌های خشک بهتر است در زمان کوتاه‌تر از دو سال پس از تحویل رادیوسوندها مورد استفاده قرار داده شوند.

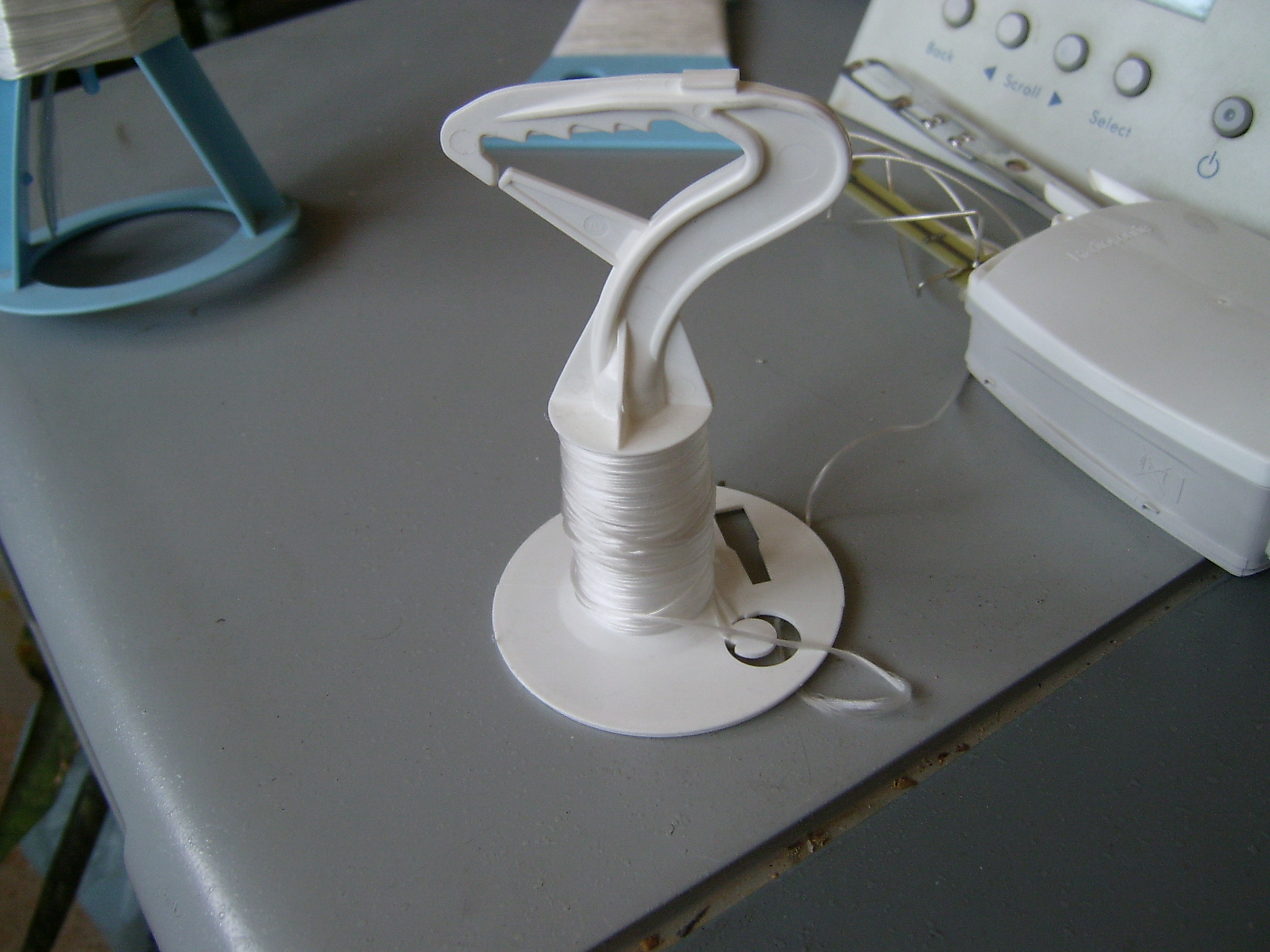
شکل ۲۷: نخ بازکن رادیوسوند به همراه نخ دور آن که در رادیوسوندهای سال ۲۰۰۵ به بعد به کار برده شده‌اند.

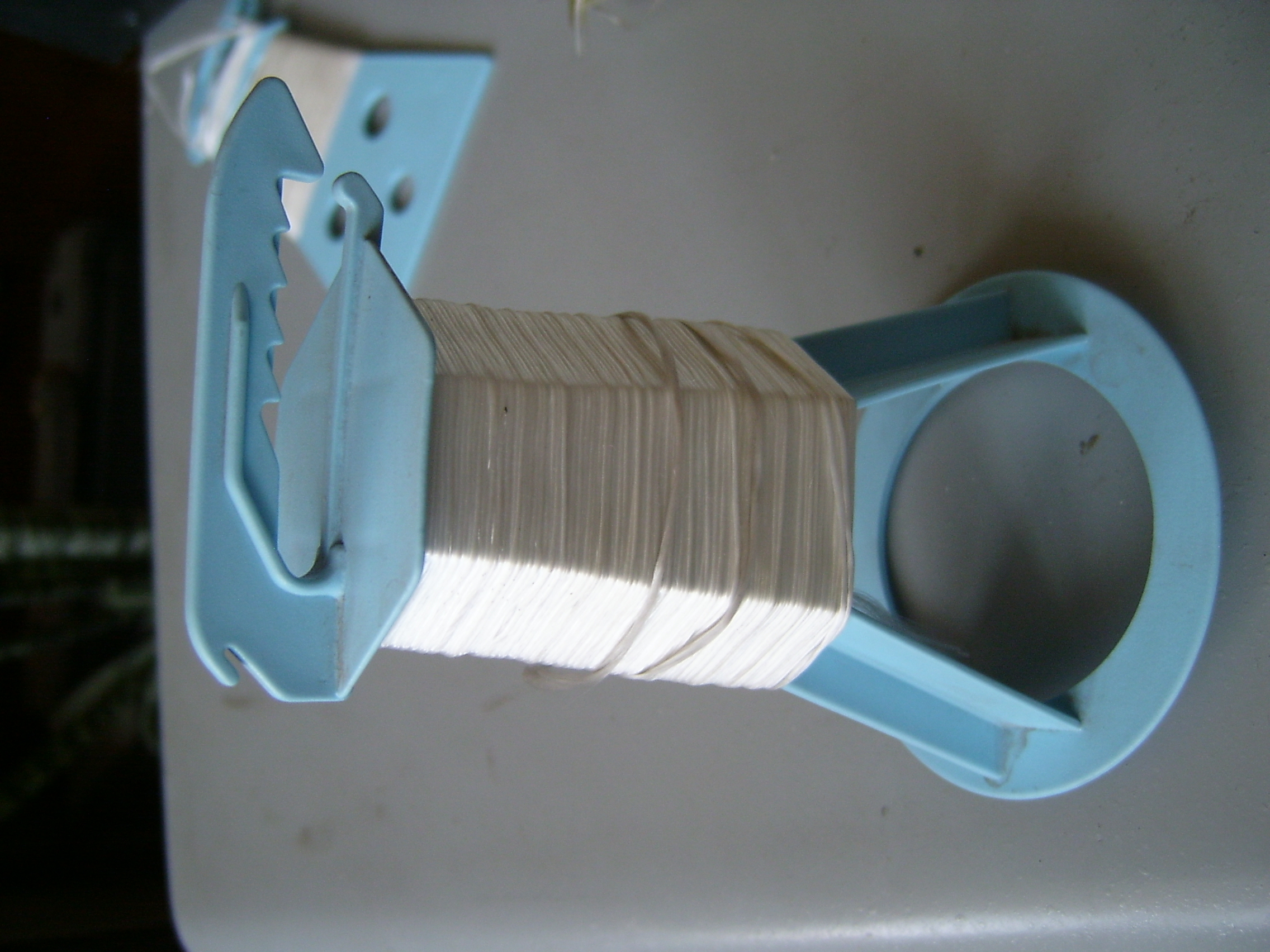
شکل ۲۸: نخ بازکن رادیوسوندهای دهه ۸۰ میلادی که به دستگاه ازن سوند پیوست می‌شدند و حامل نخی به طول حدود ۶۳ متر بودند.

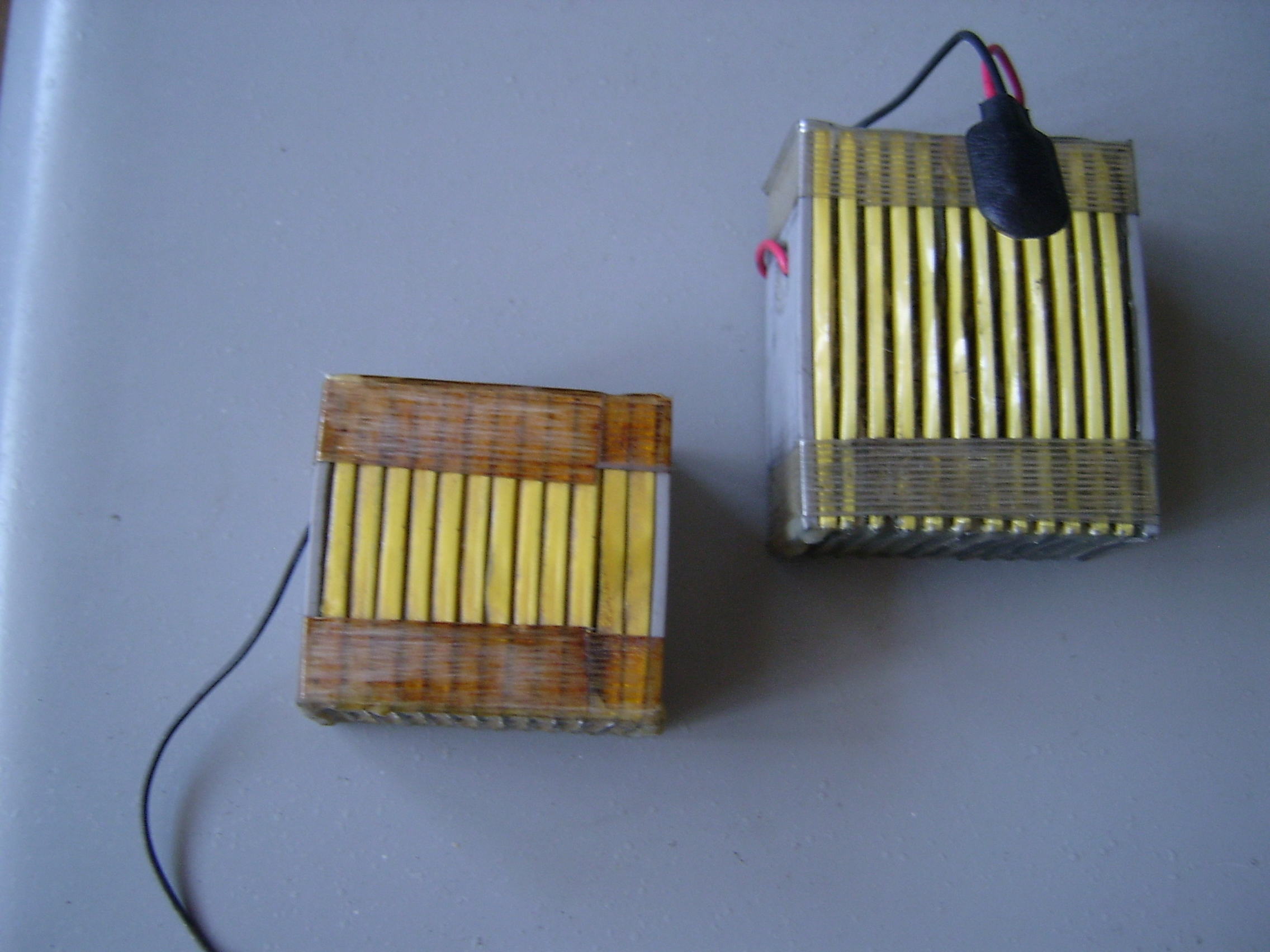
شکل ۲۹: باتری‌های فعال شونده با آب جهت تأمین انرژی برق لازم در رادیوسوند.

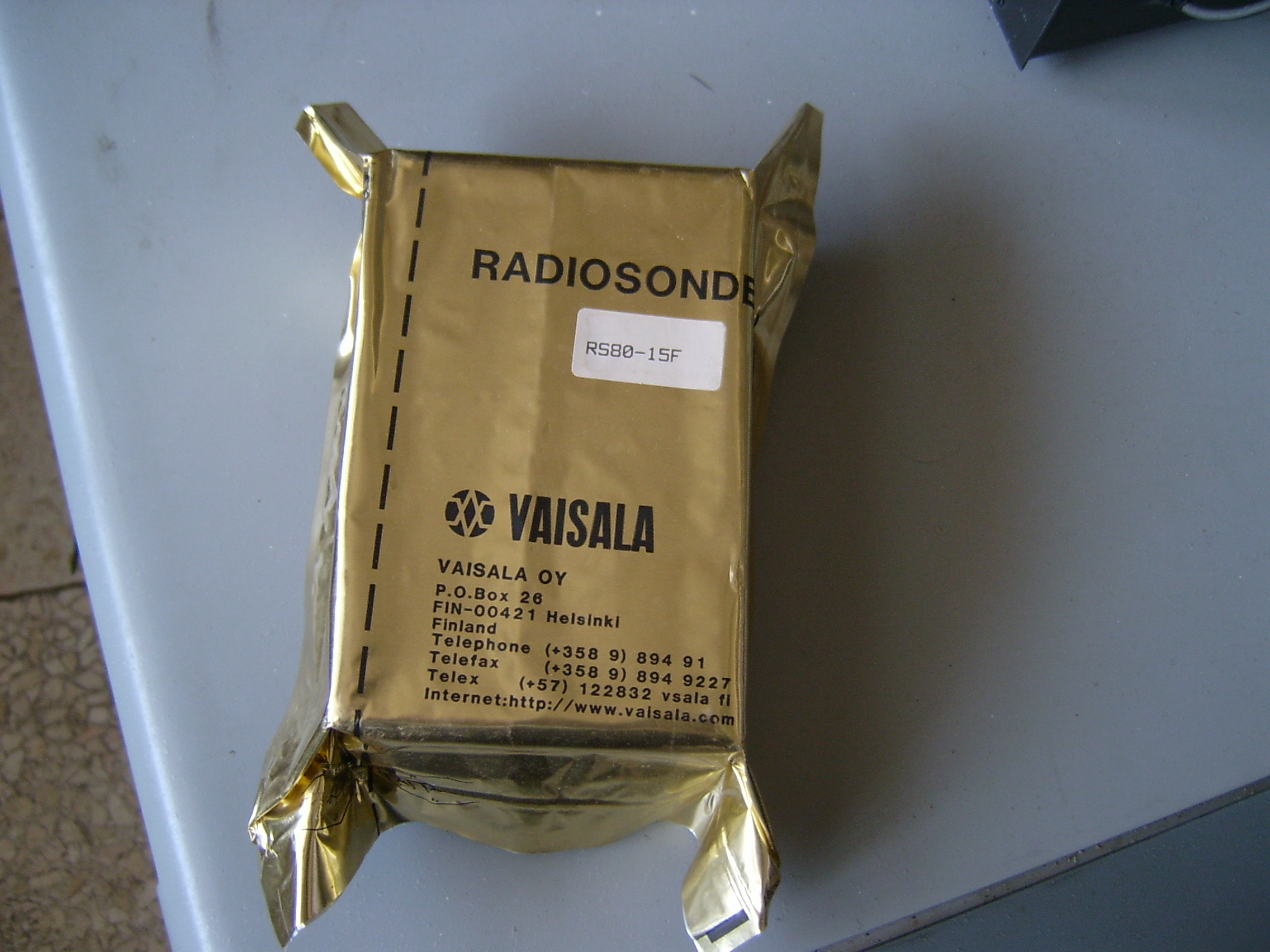
شکل ۳۰:یک بسته حاوی رادیوسوند RS80-15 که تا سال ۱۳۸۶ هجری شمسی در هواشناسی ایران به کار برده می‌شد. این رادیوسوند دارای سامانه کمک ناوبری امگا و لورن است.

#### نخ و نخ بازکن
همانطورکه مشهود است، یک دستگاه رادیوسوند توسط نخی به بالون هواشناسی بسته می‌شود. نقش این نخ همین نیست که رادیوسوند و بالون را به یکدیگر متصل نگهدارد. هر جسمی دارای تابش‌های حرارتی یا مادون قرمز است. بالون نیز از این قاعده مستثنی نیست و تابش‌های گرمایی آن می‌تواند بر روی حسگر دمای رادیوسوند تأثیر بگذارد. به همین دلیل یک حداقل فاصله برای از میان برداشتن این تأثیر باید بین بالون و رادیوسوند وجود داشته باشد. این فاصله بین ۲۴ تا ۳۰ متر است. این حدفاصل توسط طول نخ ایجاد می‌شود. ولی نقش نخ در همین‌جا نیز به پایان نمی‌رسد. بلکه برای کمک به جی‌پی‌اس نیز مجدداً از طول نخ کمک گرفته می‌شود. رادیوسوند آویخته از بالون مانند یک آونگ تمایل به نوسان دارد. در واقع رادیوسوند زیر تأثیر نیروی بادی که در سطوح فوقانی جوّ پیوسته در حال وزش است به صورت یک آونگ مخروطی به گردش و نوسان می‌افتد. این نوسانات به نوبه خود منجر به بروز نوسان در داده‌های بدست آمده از گیرنده جی‌پی‌اس می‌شوند. برای از میان برداشتن نوسانات مزبور افزایش دوره تناوب نوسان آونگ راه حلّ خوبی می‌باشد. دوره تناوب نوسان یک آونگ با طول بازوی آونگ ارتباط مستقیم دارد. چون بازوی آونگ در اینجا همان نخ رادیوسوند است، افزایش طول آن معادل افزایش طول همان بازو است که طول نخ رادیوسوند را به بیش از ۶۰ متر می‌رساند. طول نخ در این شرایط مشکلاتی در آغاز رها نمودن بالون و رادیوسوند به عهده خواهد داشت. این مشکلات به وزش باد مربوط می‌شود؛ زیرا هنگامیکه در سطح زمین باد می‌وزد، به بالون نیروی افقی وارد می‌شود که با نیروی بالابری آن به‌طور برداری جمع می‌شود و برآیند آن به صورت برداری با زاویه‌ای بزرگتر از صفر و کوچکتر از ۹۰ درجه با افق خواهد بود. طبیعی است که هر قدر سرعت وزش باد در سطح زمین بزرگتر باشد، زاویه بردار برآیند به صفر نزدیکتر شود؛ زیرا باد تندتر معادل نیروی افقی بزرگتر است. کاهش زاویه بردار برآیند به این معنا است که بالون مدت زمان طولانی تری را نیاز دارد تا به مقدار کافی از زمین دور شود و در واقع مسافت طولانی در نزدیک زمین پرواز می‌کند. تصور نمایید که در چنین شرایطی رادیوسوند هم با یک نخ به طول ۶۰ متر در زیر بالون آویخته شده باشد. در چنین شرایطی رادیوسوند حتماً به سطح زمین برخورد نموده و آسیب خواهد دید. اگر هم بتواند از برخورد با زمین بگریزد چون هنوز به مقدار کافی از سطح زمین دور نشده احتمال برخورد آن به اشیاء بلند مانند درخت، چراغ‌های پایه بلند، لبه ساختمان‌ها و مانند آن‌ها هنوز وجود خواهد داشت. به همین دلیل این ۶۰ و چند متر نخ به دور قرقره ویژه‌ای بسته می‌شود که پس از رها نمودن بالون و رادیوسوند، نخ از طریق آن به تدریج باز خواهد شد. این قرقره را نخ بازکن نامیده‌ایم که در زبان انگلیسی آن را UNWINDER یا DEREELER می‌خوانند. در بخش بالایی نخ بازکن‌ها قلابی وجود دارد که برای بستن نخ بازکن به دهانه بالون، تعبیه شده‌است. نوع دیگری از نخ بازکن‌ها هستند که برای کنترل سرعت بازشدن نخ و ایجاد تأخیر کافی برای جلوگیری از بروز مشکلات یادشده در بالا، یک بادکنک در انتهای قرقره حامل نخ دارند. این بادکنک باد نمی‌شود و دهانه آن بر انتهای قرقره محکم شده‌است. نخ هنگام بازشدن به این بادکنک برخورد نموده و در واقع کمی به آن گیر می‌کند، به طوری که لحظه ای از باز شدن آن جلوگیری به عمل می‌آید که در نتیجه آن، نخ به آرامی و با تأخیر باز خواهد شد. نمونه‌هایی از این نوع نخ بازکن‌ها در تصاویر ۳۱ تا ۳۴نشان داده شده‌اند. همانطورکه در تصاویر ۲۷ تا ۳۴ مشخص شده، یک عدد قلاب پیچ شده در بالای نخ باز کن تعبیه شده که نخ بازکن را توسط یک نخ به دهانه بالون متصل می‌نماید.

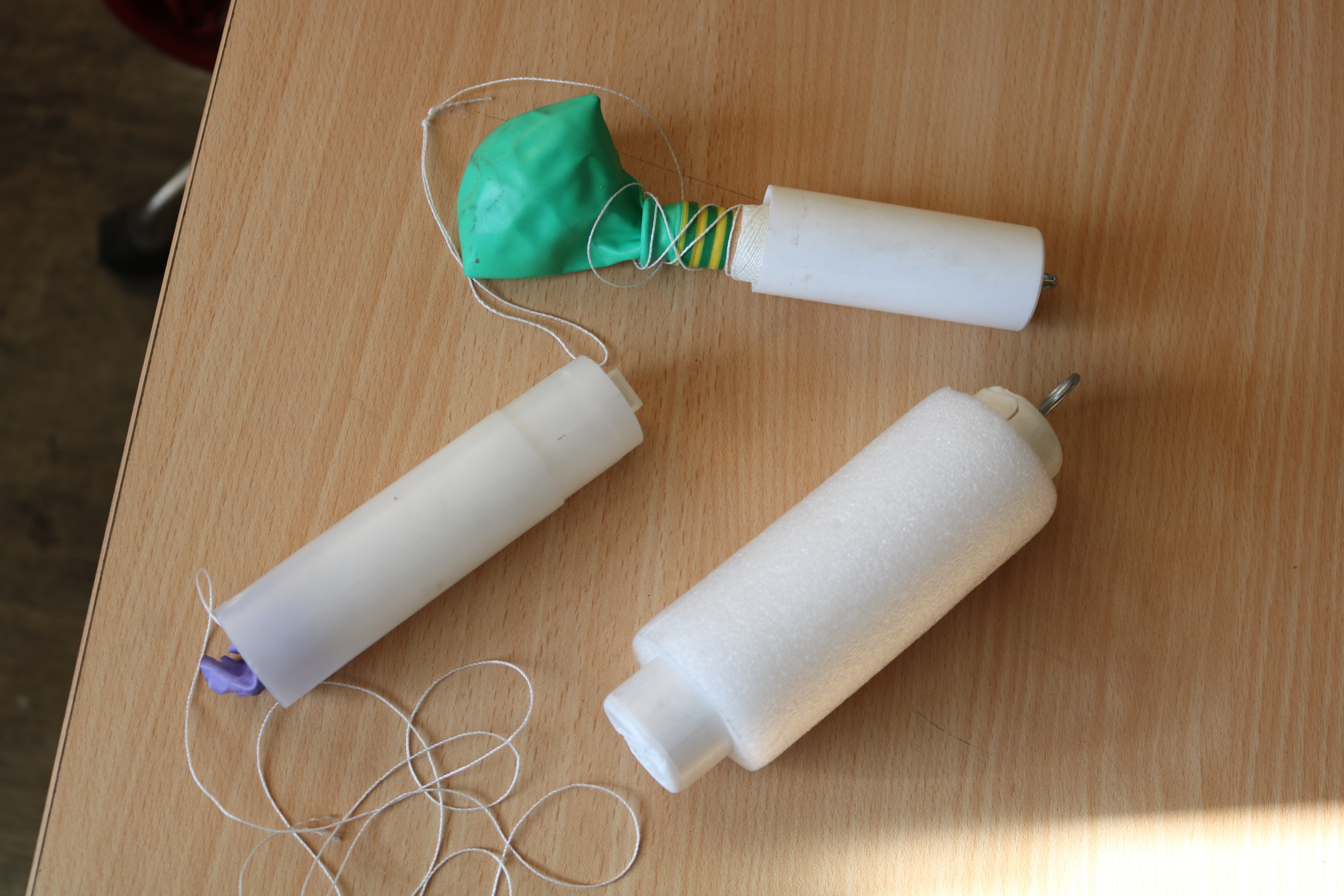
شکل ۳۱:انواع نخ بازکن‌های بادکنک دار

### Ground Check یا وسیله آزمون زمین
وسیله‌ای است که عمدتاً به منظور آزمودن رادیوسوند، پیش از ارسال به جوّ و در روی زمین به کار می‌رود. در شکل۱۸ یک نمونه از آن که توسط آن وضعیت حسگرهای دما و رطوبت از نظر سالم بودن مشخص شده و علاوه بر آن فرکانس فرستنده رادیوسوند را نیز توسط همین دستگاه که در شکل مزبور نشان داده شده، تنظیم می‌کنند.

### برخی تجهیزات اندازه‌گیری جوّ بالا که رادیوسوند بخش اصلی آن‌ها را تشکیل می دهد.

#### دراپ سوند (DROPSONDE)
رادیوسوندها گاهی به وسیله هواپیما بر بالای مرکز توفان‌ها برده شده و به درون مرکز توفان رها می‌گردند تا اطلاعات دریافتی از آن به منظور مطالعه و بررسی توفان‌ها توسط دانشمندان بکار گرفته شود. این رادیوسوند به چتری مجهز می‌باشد که امکان سقوط تدریجی را به درون گردبادهای توفانی فراهم می‌آورد. به این دستگاه اصطلاحاً دراپ سوند (DropSonde) گفته می‌شود. برای دریافت اطلاعات DropSonde یک گیرنده رادیویی درون هواپیمای رهاکننده DropSonde وجود دارد. برای بررسی لایه‌های بالاتر جوّ از راکت سوند استفاده می‌شود. این وسیله در واقع ابداع مرکز ملی تحقیقات جوّی ایالات متحده امریکا یا NCAR جهت رها کردن از هواپیما در ارتفاعی بالای آب به منظور اندازه گیری پارامترهای جوی توفان و ردیابی آن می باشد. دراپ سوند هم مانند یک رادیوسوند، مجهز به حسگرهای فشار، دما و رطوبت می باشد. برای تعیین سمت و سرعت باد نیز مانند رادیوسوند، مجهز به GPS است. علاوه بر این ها مانند رادیوسوند مجهز به فرستنده ی رادیویی بوده و اطلاعات اندازه گیری ها را برای گیرنده ای که در هواپیمای موسوم به شکارچی توفان می باشد، ارسال می نماید. یادآوری می شود که این همان هواپیمایی است که دراپ سوند مانند تصویر شکل ۳۲ از داخل آن به بیرون پرتاب می شود که حامل تجهیزات کامل گیرنده و رایانه متصل به آن است.
نیروی هوایی ایالات متحده امریکا از اوایل دهه ۷۰میلادی شکارچیان طوفان از پنجاه و سومین اسکادران شناسایی آب و هوا مستقر در پایگاه نیروی هوایی کیسلر در بیلوکسی، می سی سی پی، هنگام پرواز بر فراز اقیانوس برای به دست آوردن داده های هواشناسی در مورد ساختار احتمالی توفان های شمالی و مناطق احتمالی توفان ها مرتبط با توفان های اقیانوس اطلس، شمال شرقی اقیانوس آرام و خلیج مکزیک از هواپیماهای پرتاب کننده دراپ سوند استفاده کرده اند. در طول یک فصل طوفان معمولی، هواپیماهای مزبور موسوم به شکارچیان طوفان بین ۱۰۰۰ تا ۱۵۰۰ دراپ سوند را در ماموریت های آموزشی و طوفانی مورد استفاده قرار می دهند.

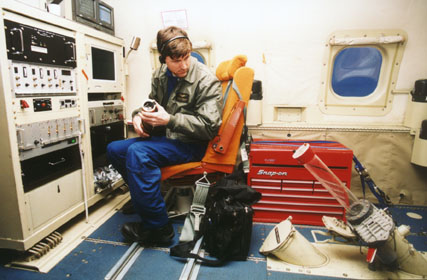
شکل ۳۲: تصویر یک دراپ سوند که برای پرتاب به بیرون از یک هواپیمای شکارچی توفان مدل P3 متعلق به اداره ملی اقیانوسی و جوی یا به اختصار NOAA در دست تکنسین مربوطه قرار دارد.
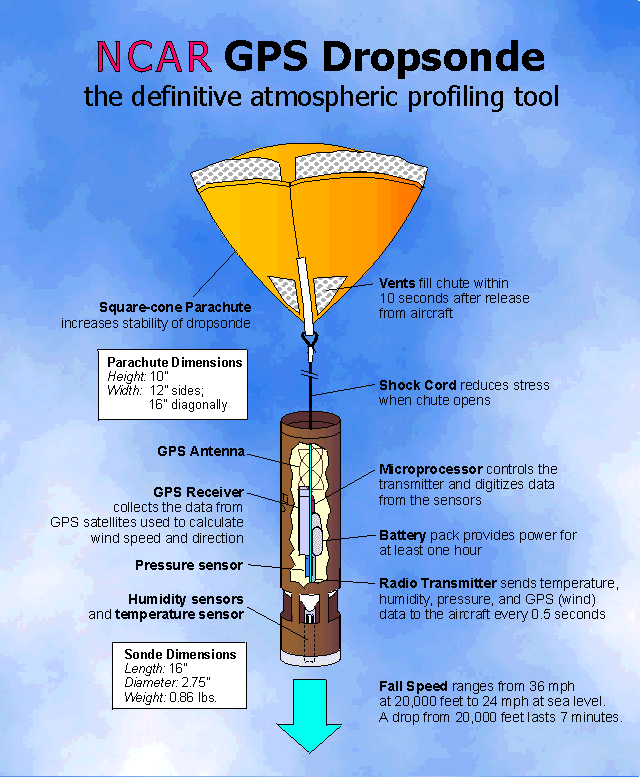
شکل ۳۳: نموداری از بخش های مختلف یک دراپ سوند مجهز به GPS به همراه چتر مخصوص آن.
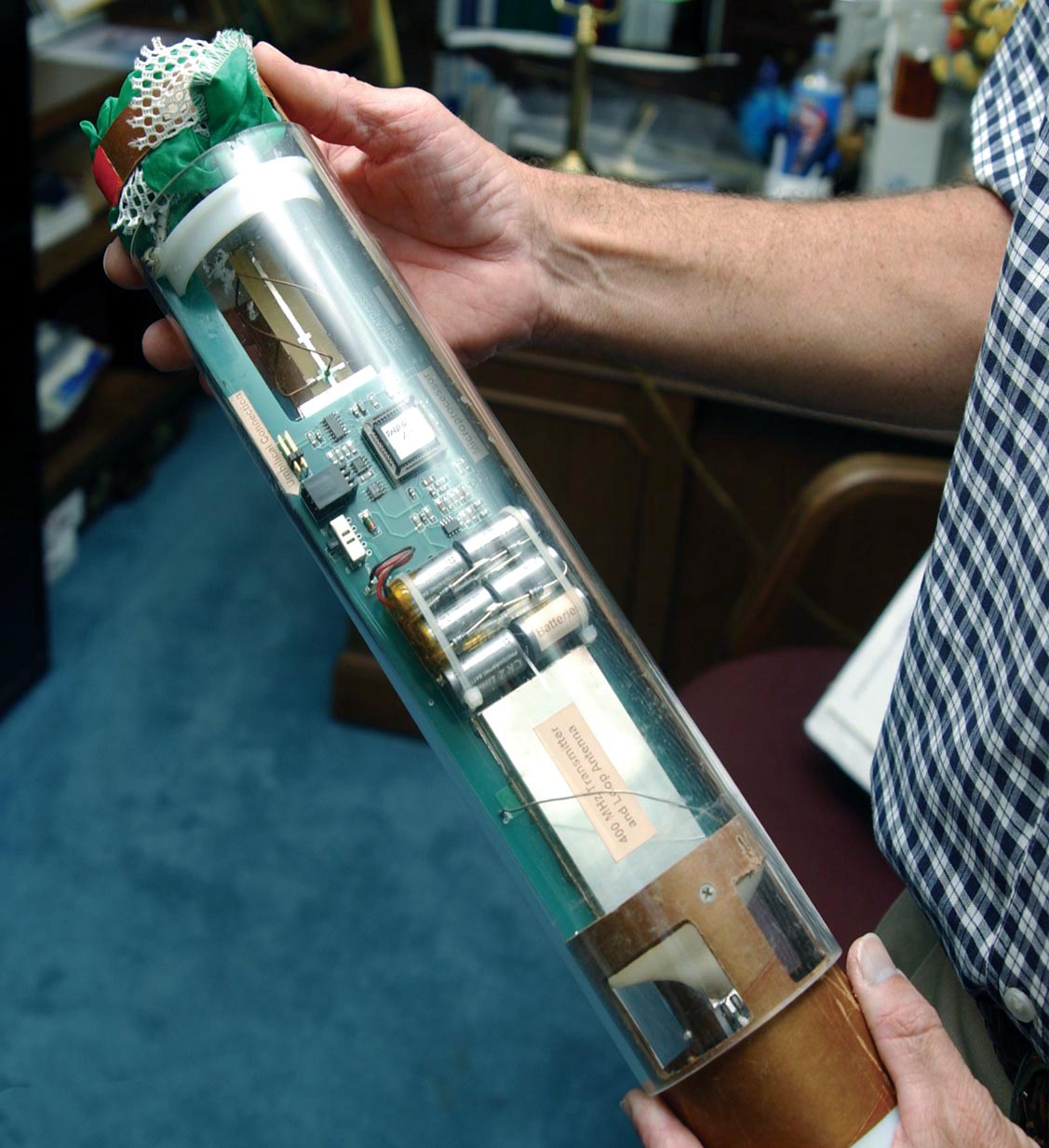
شکل ۳۴: تصویر یک دراپ سوند مربوط به نیروی هوایی ایالات متحده امریکا.

#### دریفت سوند (DRIFTSONDE)
دریفت‌سوند یک نوع بالون هواشناسی باماندگاری بالا در ارتفاعات  بالای جوّ است که مجهز به یک فرستنده رادیویی و یک بانک از کپسول‌های مینیاتوری دراپسوند (در مدل‌های اولیه تعداد۳۵ عدد) را در خود جای می‌دهد که می‌توان دراپ سوندها را در فواصل زمانی به صورت خودکار یا فرمان از راه دور، از آن به پایین انداخت. فرستنده های به اندازه بطری آب در دراپسوندها قدرت کافی برای ارسال اطلاعات به بالون دریفت سوند را در هنگام سقوط با چتر نجات خود دارند. فرستنده ی رادیویی که بالون حمل می کند بزرگتر بوده و به اندازه کافی قدرتمند است تا اطلاعات خوانده شده از دراپ سوندها را به ماهواره منتقل کند. دراپ سوندهای یکبار مصرف هر کدام 300 تا 400 دلار آمریکا هزینه دارند.
پس از معرفی در آوریل ۲۰۰۷، انتظار می‌رود سالیانه حدود هزار مورد برای ردیابی بادها در مناطق شکل گیری توفان در غرب آفریقا، که خارج از منطقه عملیاتی هواپیماهای شکارچی توفان هستند، استفاده شود.

### بالون‌های هواشناسی Weather Balloons
همانطورکه پیشتر نیز بیان گردید بالون‌های هواشناسی وظیفه حمل رادیوسوندها را به درون اقیانوس عظیم جوّ بالای سر ما به عهده دارند. بالون‌های هواشناسی ممکن است به ارتفاع نزدیک به ۴۰ کیلومتری صعود می‌نماید. این بالون‌ها در طی صعود به درون جوّ مرتب بزرگ و بزرگتر شده (بر پایه اینکه دیواره آن قابل انعطاف بوده و تمایل به مساوی نمودن فشار درون و برون دارد، با کاهش فشار هوای بیرون که با افزایش ارتفاع به وجود می‌آید، حجم بالون مرتب افزایش پیدا می‌کند) تا در نهایت ضخامت جداره بالون به حدّی نازک می‌شود تا دیگر دوام پیدا نکرده و بالون ب‌ترکد و رادیوسوند همراه با نخ و بالون ترکیده شده به طرف زمین به پائین می‌افتد. یک پرتاب موفق بالون معمولاً پروازی به مدت ۹۰ الی ۱۵۰ دقیقه را در پی دارد. در طی پرواز رادیوسوند اطلاعات مربوط به دمای محیط، رطوبت نسبی، فشار جوّ، سمت و سرعت باد را در سطوح مختلف جو توسط قرستنده رادیویی خود به زمین ارسال می‌نماید. به‌طوری‌که کلیه گیرنده‌های زمینی که بر روی فرکانس آن رادیوسوند تنظیم شده باشند و در برد امواج رادیویی آن قرار گرفته باشند و در ضمن توانایی خواندن اطلاعات کد شده مربوطه را داشته باشند، قادر خواهند بود تا اطلاعات مزبور را دریافت نمایند. مشاهدات رادیوسوند Radio Observation یا به اختصار RAOB نامیده می‌شود.

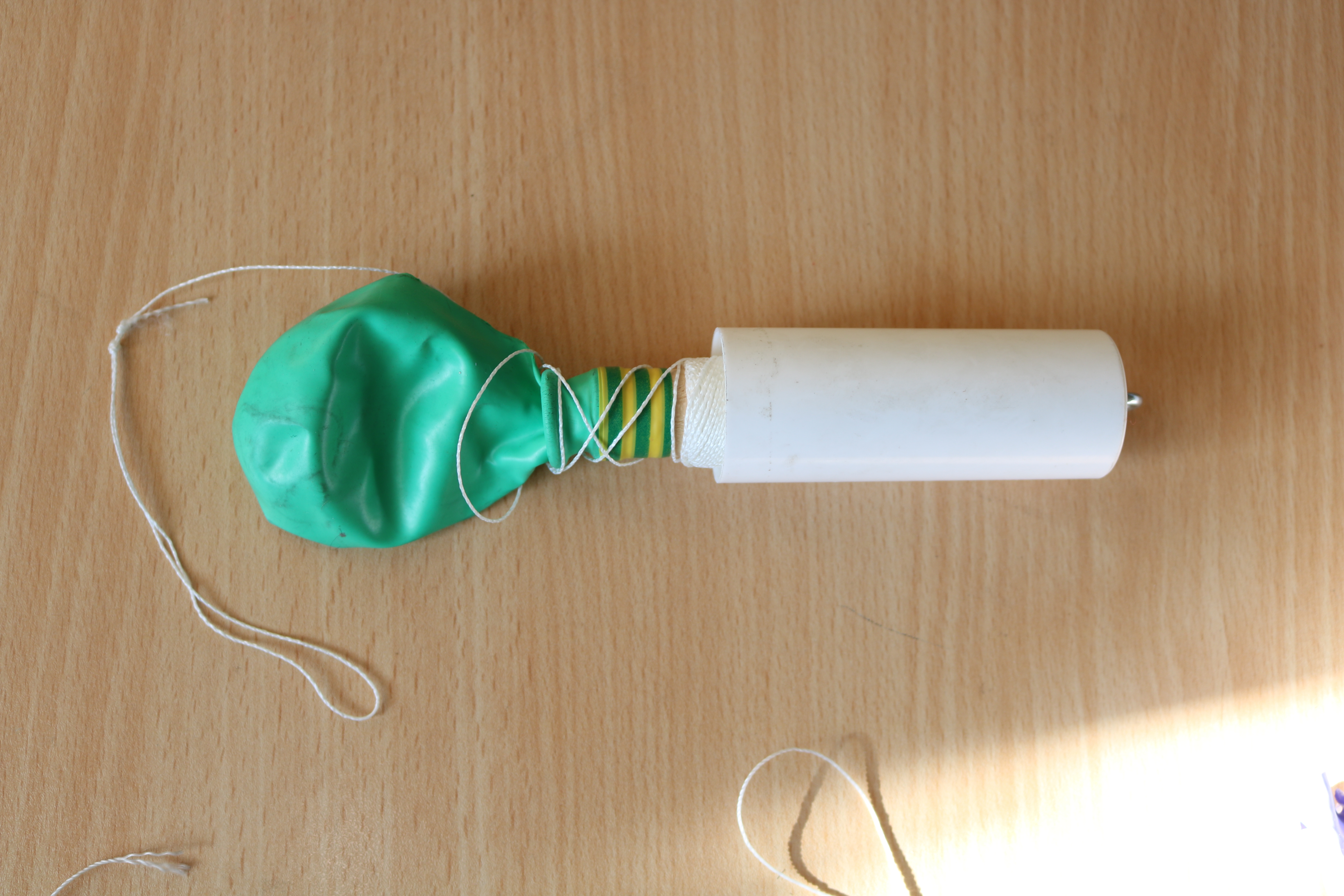
شکل ۳۵: نخ بازکن بادکنک دار مربوط به رادیوسوند فرانسوی

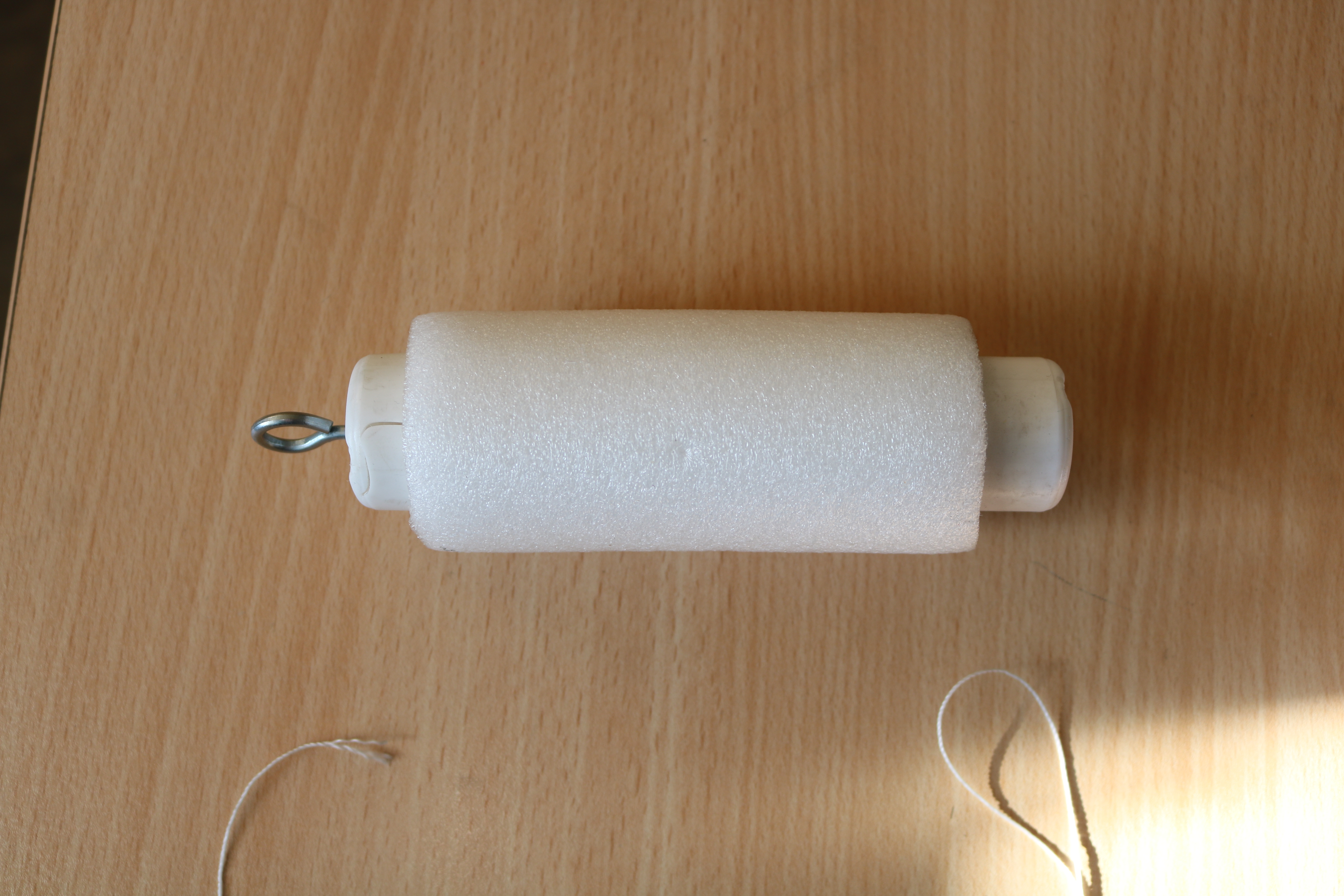
شکل ۳۶: نخ بازکن در حالت بسته‌بندی مربوط به رادیوسوند ایرانی

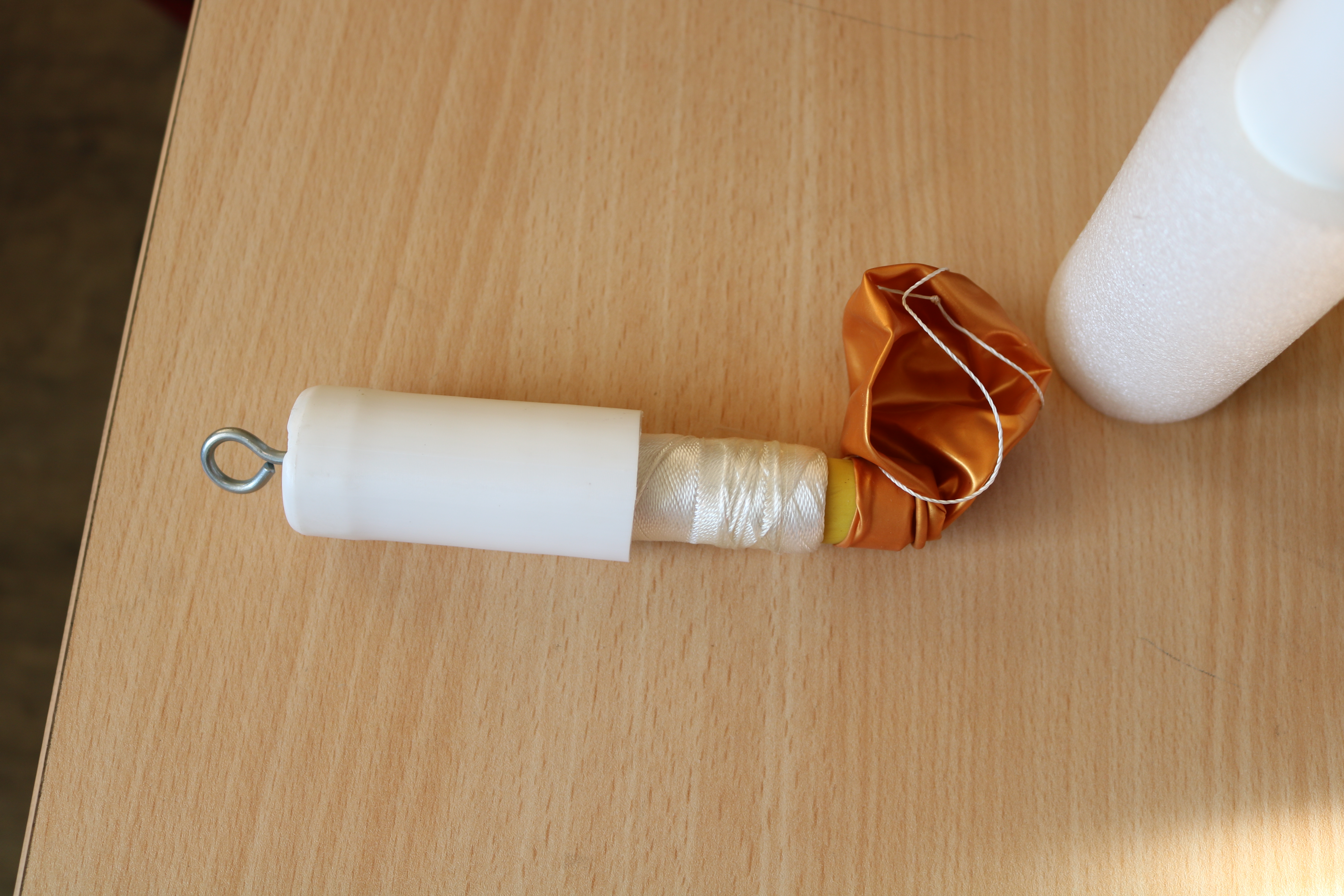
شکل ۳۷: نخ بازکن بادکنک دار مربوط به رادیوسوند ایرانی در حالتی که درب آن جهت استفاده باز شده